# John Cena
John Felix Anthony Cena (West Newbury, 23 de abril de 1977) é um lutador profissional, rapper e ator estadunidense, que trabalha para a WWE, e também atua em Hollywood. Cena é considerado o maior lutador profissional de todos os tempos por muitos. Ele é uma personalidade que divide opiniões entre os fãs de luta profissional, apesar de interpretar um personagem heroico durante a maior parte de sua carreira.
Ele começou a competir na Ultimate Pro Wrestling em 1999, onde venceu o Campeonato Peso-Pesado da UPW. Posteriormente, ele assinou um contrato de desenvolvimento com a World Wrestling Federation (WWF, mais tarde renomeada para WWE) em 2001, estreando no plantel principal em 2002. Até agosto de 2025, Cena ganhou 26 campeonatos, obtendo o recorde de 14 reinados como campeão da WWE, além de ganhar o Campeonato Mundial dos Pesos-Pesados da empresa em três ocasiões (somando um número recorde de 17 títulos mundiais); ele foi também campeão dos Estados Unidos cinco vezes, campeão mundial de duplas da WWE em duas oportunidades (uma com Shawn Michaels, e uma com Batista), e campeão de duplas da WWE duas vezes (com David Otunga e The Miz). Cena também venceu as lutas Royal Rumble de 2008 e 2013, bem como o combate Money in the Bank do Raw em 2012. Cena anunciou sua aposentadoria dos ringues no Money in the Bank 2024, confirmando que as últimas lutas de sua carreira seriam no Royal Rumble, Elimination Chamber e na WrestleMania 41, todas em 2025.
Fora da luta profissional, Cena lançou o álbum de rap You Can't See Me, o qual estreou na décima-quinta posição da Billboard 200; e estrelou os filmes Busca Explosiva (2006), 12 Rounds (2009) e Legendary (2010). Ele também fez participações especiais em programas de televisão como Manhunt, Deal or No Deal, MADtv, Saturday Night Live, Punk'd, Psych, entre outros. Cena também foi um participante do reality show Fast Cars and Superstars: The Gillette Young Guns Celebrity Race, onde ele chegou à última rodada antes de ser eliminado, terminando na terceira colocação da competição global.

## Infância e adolescência
Cena nasceu no dia 23 de abril de 1977 na cidade de West Newbury, Massachusetts, filho de Carol e John Cena, Sr. Ele é o segundo mais velho de cinco irmãos - Dan, Matt, Steve e Sean. Depois de se formar na Academia de Cushing, ele se graduou no Colégio Springfield, em Springfield, Massachusetts. No colégio, foi o center da equipe de futebol americano, usando o número 54, que ainda está presente em algumas mercadorias da WWE. Cena se graduou em 1998 em fisiologia do exercício, tendo posteriormente ingressado na carreira de fisiculturista e trabalhado como motorista de uma companhia de limusines.

## Carreira na luta profissional

### Ultimate Pro Wrestling (1999–2001)
Cena começou a treinar para tornar-se um lutador de wrestling profissional em 2000, na Universidade Ultimate, localizada na Califórnia e operada pela Ultimate Pro Wrestling (UPW). Desde as suas primeiras lutas, ele utilizou uma personagem semi-robótico, chamado The Prototype. Algumas partes do período inicial de sua carreira foram documentadas no programa Inside Pro Wrestling School, da Discovery Channel. Enquanto estava na UPW, Cena conquistou o Campeonato dos Pesos-Pesados da UPW em abril de 2000, possuindo o mesmo por cerca de um mês.

### World Wrestling Federation/Entertainment/WWE (2001–presente)

#### Ohio Valley Wrestling (2001–2002)
Em 2001, ele assinou um contrato com a World Wrestling Federation (WWF) e foi colocado no território de desenvolvimento Ohio Valley Wrestling (OVW). Durante sua estadia lá, Cena lutou com os nomes no ringue de Mr. P e The Prototype, e teve em suas mãos o Campeonato de Pesos-Pesados da OVW por três meses e o Campeonato Meridional de Tag Team da OVW (com Rico Constantino) por dois meses.

#### Estreia (2002–2003)

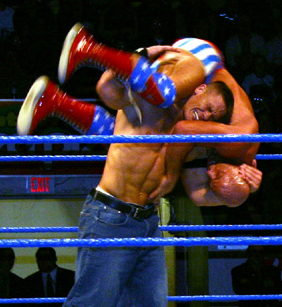
Cena aplicando um FU (fireman's carry takeover) em Kurt Angle.

Cena fez sua estreia televisiva na World Wrestling Entertainment (WWE) respondendo um desafio aberto de Kurt Angle, em 27 de junho de 2002. Inspirado por um discurso proferido por Vince McMahon, presidente da empresa, onde ele disse que para ganhar um lugar entre as lendas da WWE era necessário mostrar uma "agressão cruel" contra os mais experientes, Cena aproveitou a oportunidade e quase derrotou Angle, mas não conseguiu reverter o movimento de finalização Angle Slam, e acabou perdendo por submissão. Pouco tempos depois, Cena já se tornou um dos ídolos favoritos da WWE e iniciou uma rivalidade com Chris Jericho. Em outubro, ele fez parceria de tag team com Billy Kidman para um torneio de duplas para conquistar o Campeonato de Tag Team da WWE, perdendo na primeira eliminatória. Na semana seguinte, Cena atacou Kidman e culpou-o pela perda, tornando-se heel (vilão).
Dias depois de atacar Kidman, Cena participou do episódio do SmackDown especial de Halloween vestido de Vanilla Ice, fazendo um rap de improviso. Na semana seguinte, recebeu um novo personagem: um rapper que faz promos enquanto rima. Como a personagem cresceu e se tornou popular em pouco tempo, Cena adotou uma variante do logo da WWF da década de 1980 - sem o "F" - como "símbolo de assinatura", juntamente com o slogan "Word Life". Além disso, ele foi acompanhado de um guarda-costas, Bull Buchanan, que foi substituído por Redd Dogg até Cena ser transferido para o programa Raw em fevereiro.
No primeiro semestre de 2003, Cena esteve em busca do Campeonato da WWE e perseguiu o então campeão, Brock Lesnar, realizando frequentemente improvisos antes das lutas. Durante a rivalidade, ele apresentou um novo acabamento para o seu movimento finalizador, o F-U, nomeando de Lesnar's F-5 para tirar sarro de Lesnar. Cena venceu um torneio para decidir o aspirante número um ao título no Backlash. No entanto, ele foi derrotado por Lesnar. No final do ano, Cena novamente tornou-se face (heroi) ao fazer aliança com Kurt Angle como um membro da sua equipe no Survivor Series.

#### Campeão dos Estados Unidos e campeão da WWE (2004–2005)

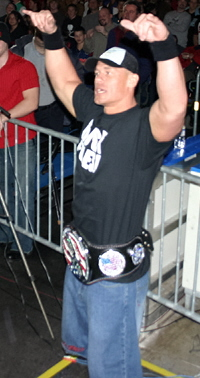
Cena, com o cinturão customizado de campeão dos Estados Unidos.

No início de 2004, Cena participou da luta Royal Rumble no Royal Rumble 2004, permanecendo entre os últimos seis no ringue, antes de ser eliminado por Big Show. A eliminação no Royal Rumble levou a uma rivalidade entre ambos, fazendo Cena derrotar Show na WrestleMania XX e conquistar o Campeonato dos Estados Unidos da WWE. Durante o seu reinado, Cena entrou em discórdia com o gerente geral da SmackDown Kurt Angle, sobre questões relacionadas a René Duprée e Torrie Wilson. O seu reinado encerrou após quatro meses, quando Angle tirou o cinturão por Cena atacar um funcionário (kayfabe). No entanto, ele reconquistou o campeonato novamente após derrotar Booker T em uma série de melhor de cinco no No Mercy, perdendo o mesmo para o estreante Carlito Caribbean Cool, na semana seguinte. Após esta derrota, os dois lutadores iniciaram uma rivalidade, onde Cena alegou (kayfabe) que havia sido esfaqueado no rim pelo guarda-costas de Carlito, Jesús. Esta suposta lesão foi utilizada por Cena para se afastar durante um mês para gravações do filme Busca Explosiva. No seu regresso, ele reconquistou o Campeonato dos Estados Unidos de Carlito estreando um modelo com design especial para o seu reinado.
Cena participou do Royal Rumble 2005, onde permaneceu entre os dois finalistas, juntamente com o lutador Batista. Ambos foram jogados por cima da terceira corda ao mesmo tempo, aparentemente encerrando o combate. Porém, Vince McMahon apareceu no evento e mandou reiniciar a luta sob as regras de morte súbita, onde Batista eliminou Cena. No mês seguinte, Cena venceu Kurt Angle e conseguiu uma vaga para o evento principal da WrestleMania XXI, e começou uma rivalidade com o campeão da WWE John "Bradshaw" Layfield (JBL) e com o grupo The Cabinet. Nos estágios inicias da feud, Cena perdeu o cinturão dos Estados Unidos para Orlando Jordan, membro da Cabinet, o qual tornou o título no formato tradicional novamente. Na WrestleMania, Cena derrotou JBL e tornou-se o campeão da WWE, sendo este seu primeiro título mundial. Semelhante ao que fez no título dos Estados Unidos, Cena inovou novamente no design do cinturão e o defendeu em uma luta "I Quit" no Judgment Day.
Cena foi transferido para o programa Raw em 6 de junho de 2005, tornando-se o primeiro lutador escolhido pelo gerente geral Eric Bischoff no draft anual. Imediatamente, ele entrou em rivalidade, depois de recusar participar em uma luta contra o elenco da Extreme Championship Wrestling (ECW) no One Night Stand. Com Bischoff prometendo aumentar a dificuldade das lutas de Cena na Raw, ele fez Chris Jericho tornar-se o desafiante número um pelo campeonato. Durante a rivalidade dos dois, apesar de Cena ser retratado como favorito dos espectadores e Jericho como o vilão, foram ouvidas várias vaias da multidão durante as lutas de Cena. Mais pessoas estiveram contra Cena durante sua rivalidade com Kurt Angle, que assumiu o posto de desafiante principal após Cena derrotar Jericho em uma luta You're Fired, obrigando Jericho a se retirar da WWE. Como a rivalidade continuou e Cena sendo cada vez mais vaiado pelo público, o time de anunciadores da empresa tiveram de reconhecer as vaias na televisão, alegando que algumas pessoas não gostavam dele pelo seu estilo no ringue e pelas roupas utilizadas, chamando-o de um "campeão controverso". Apesar das reações mistas e negativas, Cena manteve o título no Unforgiven após perder a luta por desqualificação - por este motivo os títulos não mudam de mãos - e no Survivor Series após ganhar através do pin. A rivalidade com Angle fez Cena adicionar um novo movimento finalizador, de submissão, o STFU, que foi utilizado pela primeira vez em uma luta Triple Threat Submission Only, na Raw de 28 de novembro.

#### Várias rivalidades e lesão (2006–2007)

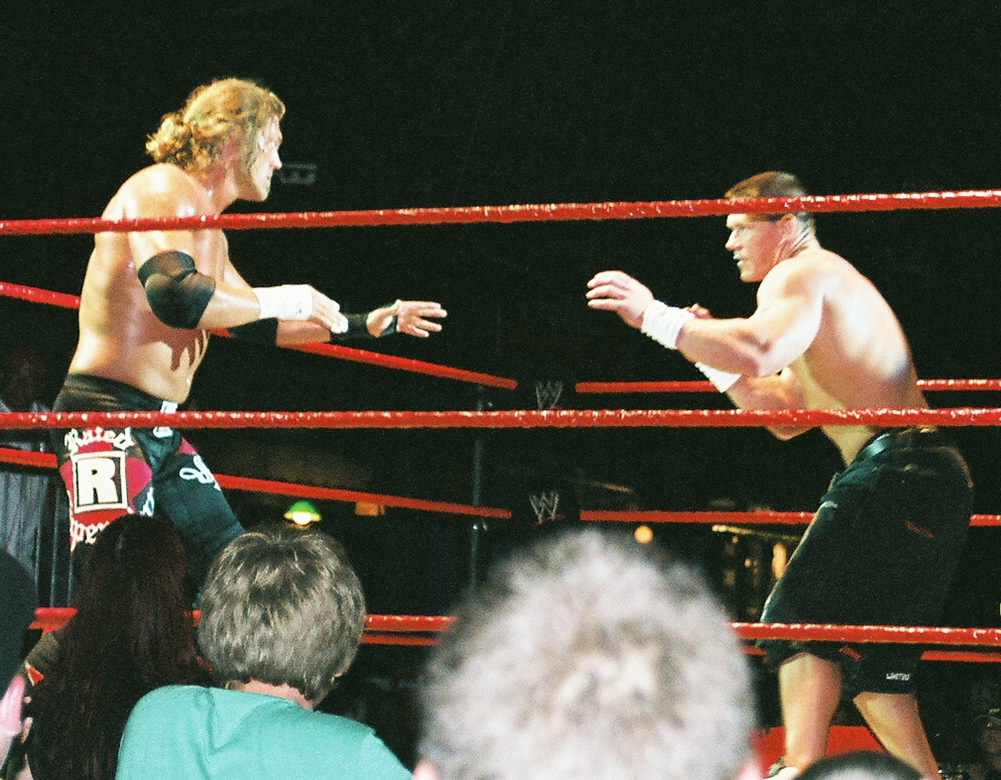
Cena em uma luta contra o Edge em um evento ao vivo da WWE.

Cena perdeu o Campeonato da WWE no New Year's Revolution, mas não em um combate Elimination Chamber, como havia sido anunciado de antemão. Em vez disso, logo após vencer a Elimination Chamber, ele foi forçado a colocar o título em disputa com Edge como parte do contrato Money in the Bank, que contém "uma disputa pelo título que quiser e no momento que o dono desejar". Após dois rápidos spears, Edge fez o pin e derrotou Cena. Três semanas depois, Cena reconquistou o título no Royal Rumble. Depois de vencer o campeonato, Cena entrou em rivalidade com Triple H, e o público respondeu com vaias a Cena e ânimo para o desafiante Triple H. A recepção negativa se intensificou quando ele enfrentou o face Rob Van Dam no One Night Stand. No evento estava presente grande parte de apreciadores da "velha escola", que recepcionaram Cena com vaias e gritos estridentes de "Vá se foder, Cena!", "Você não pode lutar" e "Sempre a mesma merda". Quando ele começou a fazer movimentos diferentes na luta, a multidão respondeu com "Você ainda mama na sua mãe". Cena perdeu o título no One Night Stand após interferência de Edge.

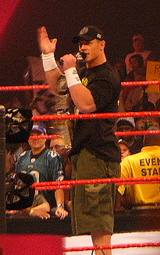
Cena, realizando uma promo, em uma edição da Raw.

Em julho, após Edge reter o título de Van Dam em uma luta Triple Threat também envolvendo Cena, a rivalidade do início do ano entre ele e Cena reiniciando em patamares maiores. O próprio Edge assumiu que conquistou o título de maneiras duvidosas - ele mesmo se desqualificando (desqualificação não muda o detentor do título) e utilizando soqueiras. Edge também criou sua própria versão do título, colocando o logo de Rated R no cinturão. Cena reteve o Campeonato da WWE em um combate Tables, Ladders & Chairs no Unforgiven. A luta tinha uma pré-estipulação de que se Cena fosse derrotado deveria trocar de programa, indo para a SmackDown. Com a vitória, Cena retornou a utilizar o seu cinturão personalizado.
Nos momentos de heel de sua rivalidade com Edge, Cena foi colocado em uma ângulo para determinar o "Campeão dos Campeões" - ou o principal campeão das três divisões da WWE. Foram convocados para luta Cena, o Campeão Mundial de Pesos-Pesados King Booker, e o Campeão Mundial da ECW The Big Show. Os três lutadores se envolveram em uma pequena rivalidade para o combate entre os três que seria realizado no Cyber Sunday, com direito aos telespectadores escolherem qual título seria colocado em jogo. Ao mesmo tempo, Cena envolveu-se em uma storyline (história inventada) com o não lutador Kevin Federline, quando ele apareceu na Raw ao lado de Johnny Nitro e Melina. Após entrar em uma briga física com Federline na Raw, Cena foi prejudicado por Kevin no Cyber Sunday quando ele bateu nas suas costas e ajudou Booker T a manter o Campeonato de Pesos-Pesados. 2006 terminou com Cena iniciando mais uma rivalidade, desta vez com o invicto Umaga, enquanto 2007 começou com um combate de 1 de janeiro entre Federline e Cena, que acabou com vitória de Federline após interferência de Umaga. Depois da luta, Cena amarrou as mãos de Federline e aplicou o tradicional F-U nele.

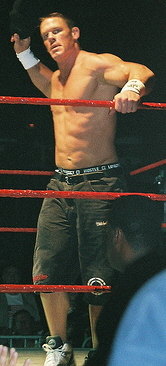
Cena antes de uma luta com The Great Khali.

Uma noite após o Royal Rumble, uma equipe improvisada formada por Cena e Shawn Michaels derrotou a Rated-RKO (Randy Orton e Edge) para conquistarem o Campeonato Mundial de Tag Team da WWE. No episódio de 2 de abril da Raw, depois de Michaels perder uma luta pelo Campeonato da WWE na WrestleMania 23, ele e Cena tiveram de lutar um battle royal de 10 duplas pelo Campeonato de Tag Team. The Hardy Boyz (Matt e Jeff Hardy) saíram vencedores e conquistaram o título. No resto do mês, Cena rivalizou com Edge, Michaels e Orton até The Great Khali declarar suas intenções de desafiar o campeão da WWE atacando e "colocando para fora" os outros três concorrentes antes de atacar o próprio Cena e roubar o seu cinturão personalizado. Nos dois meses seguintes, Cena rivalizou com Khali e tornou-se a primeira pessoa na história da empresa a derrotar Khali por submissão, fato que ocorreu no Judgment Day. Ainda, venceu por pinfall no One Night Stand e manteve o título. Mais tarde, iniciou uma rivalidade com Randy Orton, que havia sido nomeado o desafiante número um para o Campeonato da WWE. Perto do SummerSlam, Orton realizou três RKOs em Cena, mas na luta que valia o título, Cena acabou mantendo o campeonato. Uma revanche entre os dois ocorreu no Unforgiven, onde Orton ganhou por desqualifiquação depois de Cena ignorar as instruções do árbitro e continuar batendo nele nas cordas.
Durante uma luta com Mr. Kennedy em 1 de outubro de 2007, em um episódio da Raw, Cena sofreu uma lesão real no músculo peitoral maior enquanto executava o golpe "hip toss". Apesar da luta ser encerrada e como parte do roteiro, Cena foi atacado por Orton depois do combate, uma cirurgia no dia seguinte descobriu que o osso do músculo peitoral maior foi totalmente rasgado, com o tempo de reabilitação estimado entre 7 meses e 1 ano. Como resultado, Vince McMahon anunciou na edição seguinte da ECW que Cena havia sido destituído do título devido a sua lesão, terminando aquele que foi o maior reinado do Campeonato da WWE em mais de 19 anos. A cirurgia de Cena foi realizada pelo cirurgião ortopédico James Andrews, no Hospital St. Vincent, em Birmingham, Alabama. Duas semanas depois, um vídeo atualizado do site WWE.com, Dr. Andrews e o preparador físico de Cena falaram que ele estava a frente do plano de reabilitação que era esperado na época. Apesar de sua lesão, Cena participou do Tribute to the Troops, filmado em Tikrit, Iraque em 7 de dezembro e exibido em 24 de dezembro.

#### Retorno da lesão (2008–2010)
Cena fez um retorno de surpresa como o 30° participante a entrar no Royal Rumble, e foi o vencedor, ao eliminar por último Triple H. Como estipulado nas regras, ele ganhou o direito de participar da disputa de um título na WrestleMania. Ao invés de esperar até o evento de abril, Cena descontou sua oportunidade contra Randy Orton pelo Campeonato da WWE no pay-per-view No Way Out, de fevereiro, onde venceu por desqualificação, resultando em não conquistar o campeonato. Na noite seguinte ao No Way Out, Cena foi recolocado no combate pelo Campeonato da WWE na WrestleMania XXIV, onde participou de uma Triple Threat match que também envolveu Triple H, mas acabou perdendo para Orton. No Backlash, Cena não conseguiu reconquistar o título em uma luta Fatal Four-Way Elimination, onde sofreu o pin de Orton. Triple H sagrou-se vencedor no combate. Cena eliminou John "Bradshaw" Layfield (JBL), renovando a rivalidade de ambos de 2005. Cena derrotou JBL no Judgment Day, e em seguida no One Night Stand, em um combate First Blood. JBL, porém, venceu a Parking Lot Brawl no The Great American Bash em julho.
Na edição de 4 de agosto da Raw, Cena tornou-se pela segunda vez Campeão Mundial de Tag Team da WWE, onde fez parceria com Batista para derrotar Cody Rhodes e Ted DiBiase, mas acabaram falhando ao defender o título na semana seguinte contra os antigos campeões. Batista derrotou Cena no SummerSlam; pouco depois, ele foi nomeado como um dos quatro desafiantes em uma luta Championship Scramble pelo Campeonato Mundial de Pesos-Pesados da WWE, no Unforgiven. No entanto, ele teve de ser substituído por Rey Mysterio, após do anúncio de Cena ter sofrido uma hérnia de disco no seu pescoço, o que exigiria uma cirurgia. Cena foi sumetido a cirurgia que reparou completamente sua lesão.
Cena fez o seu regresso no Survivor Series derrotando Chris Jericho para conquistar pela primeira vez o Campeonato Mundial de Pesos-Pesados. Os dois continuaram a rivalidade até o Armageddon, onde Cena defendeu o título com sucesso. Cena acabou perdendo seu campeonato no No Way Out para Edge. O escalado para disputar a luta era Kofi Kingston, porém Edge o atacou e lutou em seu lugar. Foi dada uma oportunidade dele reter o título na WrestleMania XXV em uma Triple Threat match, também envolvendo Big Show, a qual Cena venceu. Mas ele perdeu novamente o título para Edge, em uma luta Last Man Standing no Backlash, após uma interferência de Big Show, que aplicou o chokeslam em Cena em cima de um grande anúncio publicitário. Isto desencadeou em uma rivalidade entre os dois, com duas vitórias de Cena em pay-per-views: no Judgment Day e em uma luta de submissão no Extreme Rules, onde Cena aplicou um STFU.

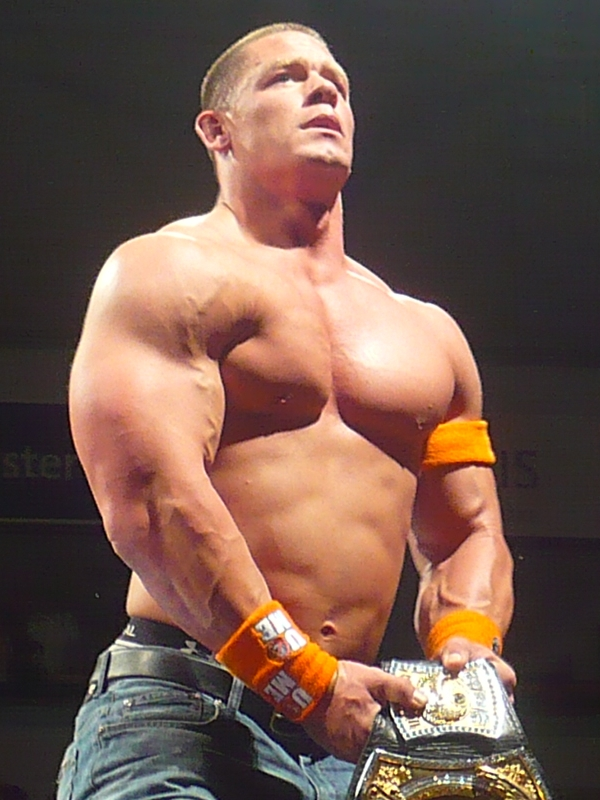
John Cena como campeão da WWE em 2010.

Em julho, no Night of Champions, ele participou de uma Triple Threat match envolvendo Triple H e o então campeão da WWE Randy Orton, o qual manteve o título. Dois meses depois, no Breaking Point, Cena derrotou Orton em uma "I Quit" match, onde tornou-se campeão da WWE pela quarta vez na carreira. No entanto, ele acabou sendo derrotado no pay-per-view Hell in a Cell em uma luta no estilo Hell in a Cell. Três semanas depois, no Bragging Rights, Cena derrotou Orton por 6x5 em um combate Iron Man, conquistando pela quarta vez o título. Mas dois meses depois, ele foi derrotado novamente, após perder em uma Tables match para Sheamus no TLC: Tables, Ladders & Chairs.
Em fevereiro de 2010, Cena reconquistou o Campeonato da WWE no pay-per-view Elimination Chamber em uma luta no estilo Elimination Chamber, ao eliminar por último Triple H. No entanto, logo após o fim da luta, Vince McMahon ordenou que Cena deveria defender imediatamente o seu título contra Batista, onde acabou sendo derrotado. Este seu sexto reinado se tornou um dos mais curtos de um campeão da WWE. Na noite seguinte, Cena implorou para McMahon um combate na WrestleMania pelo título, e este armou uma luta na mesma noite, na qual Batista perdeu intencionalmente por desqualificação após chutar a virilha de Cena. Na WrestleMania XXVI, Cena derrotou Batista no segundo evento principal e tornou-se pela nona vez campeão mundial. No Extreme Rules, Cena derrotou Batista em uma luta Last Man Standing; e no Over the Limit em uma "I Quit" match.

#### Rivalidade com The Nexus (2010–2011)
Na edição de 7 de junho de 2010 da Raw, Cena foi colocado em uma nova história ficcional ao ser repentinamente atacado depois de sua luta contra CM Punk por oito antigos participantes da NXT 1ª Temporada, com Wade Barrett como o líder deles. Punk, seu seguidor Luke Gallows, e outras pessoas que estavam no ringue também foram atacadas, mas Cena levou a pior e teve de ser retirado com uma maca. Este grupo viria a se autointitular como The Nexus.
No evento Fatal 4 Way, de junho, Cena perdeu o campeonato da WWE para Sheamus em uma luta também envolvendo Edge e Randy Orton, após interferência da Nexus. No mês seguinte, Cena desafiou Sheamus para uma revanche pelo título em uma luta steel cage no pay-per-view Money in the Bank. Quando ele estava quase derrotando Sheamus, a Nexus novamente interferiu e fez Cena desperdiçar a chance de reconquistar o campeonato. Farto e irritado das interferências e ataques da Nexus, Cena resolveu formar uma aliança com Edge, Chris Jericho, John Morrison, R-Truth, The Great Khali e Bret Hart para enfrentá-los no SummerSlam. No evento, a sua equipe derrotou a Nexus com o retorno de Daniel Bryan, um ex-membro da Nexus, que substituiu Khali após ele se lesionar.

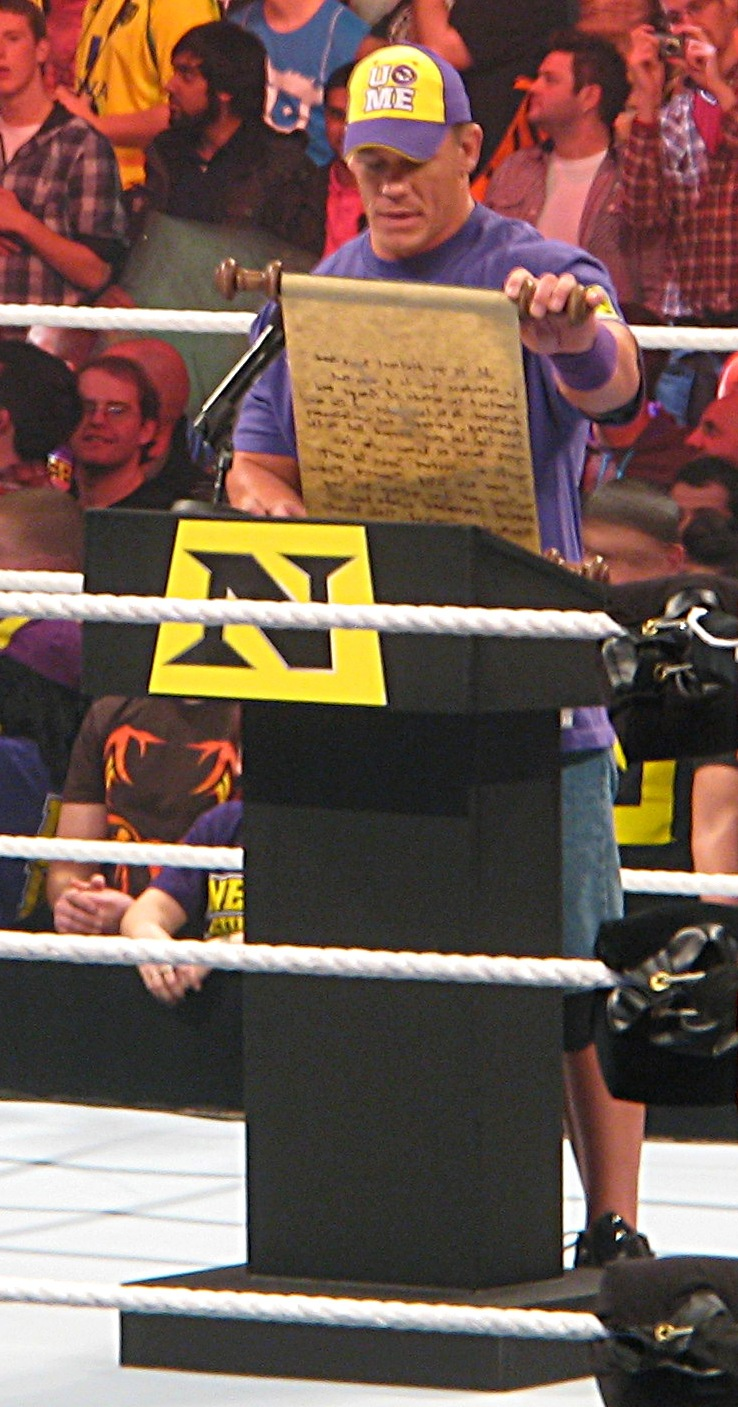
Cena sendo forçado a ler um documento público escrito por Wade Barrett enquanto membro da Nexus.

As ações da Nexus, no entanto, não pararam após o SummerSlam. Tentando acabar com este grupo, Cena enfrentou Barrett no pay-per-view Hell in a Cell devido a uma interferência de dois fãs, posteriormente identificados como Husky Harris e Michael McGillicutty. Devido a pré-estipulações do combate, Cena teve de aderir a Nexus. Originalmente, ele tinha planejado destruir a Nexus como membro do grupo, mas o gerente geral da Raw o obrigou a seguir as orientações de Barrett, ou então ele seria demitido da companhia. No Bragging Rights, Cena e David Otunga, membro da Nexus, derrotaram Cody Rhodes e Drew McIntyre para conquistarem o Campeonato de Tag Team da WWE. No mesmo evento, Cena foi novamente forçado a ajudar Barrett ou então perderia o seu emprego. No entanto, ele não cumpriu com o acordo e atacou Barrett, dando a vitória a ele, mas não o título. No dia seguinte, ele e Otunga perderam o Campeonato de Tag Team para Heath Slater e Justin Gabriel, sob uma ordem de Barrett para Otunga, que ele deveria deixar ser vencido.
No Survivor Series, Cena foi parte de uma cláusula onde afirmava que se Barrett não derrotasse Randy Orton na disputa pelo Campeonato da WWE, ele seria demitido. Orton derrotou Barrett para manter o título e como tal, Cena foi despedido (kayfabe), encerrando assim sua carreira na WWE. No dia seguinte, na Raw, ele fez um discurso de despedida, antes de interferir no combate entre Barrett e Orton. Uma semana depois, Cena invadiu a Raw, primeiro como um espectador, mas depois atacou os membros da Nexus afirmando que, mesmo não tendo emprego na WWE, gostaria de derrubar um por um dos adversários. Em 13 de dezembro, Barrett recontratou Cena em troca de um combate no pay-per-view TLC: Tables, Ladders & Chairs em uma luta de cadeiras. Cena derrotou Barrett no evento principal, e ainda atirou uma pilha de cadeiras que faziam parte do cenário no adversário após o fim da luta.
Na edição de 27 de dezembro, a Nexus, com exceção de Barrett, anunciou que estava sob novo comando e se ofereceu para fazer as pazes com Cena, que recusou. Então, a Nexus atacou Cena e acabou deixando cair um de seus símbolos, a braçadeira com o "N", que foi pega por CM Punk, dando a entender que ele seria o novo membro do grupo. Os três se enfrentaram em um combate triplo para definir o desafiante número ao Campeonato da WWE, que foi vencida por Punk. Em 17 de janeiro, em uma luta entre ele e Punk, um homem, que mais tarde foi identificado como Mason Ryan, interferiu e atacou Cena. No Royal Rumble, Cena eliminou grande parte dos membros da Nexus, colocando fim a rivalidade entre eles. Ele acabou sendo colocado para fora por The Miz, que não fazia parte do combate e interferiu após Alex Riley distrair os outros participantes.

#### Quebra do recorde como campeão da WWE (2011–2013)

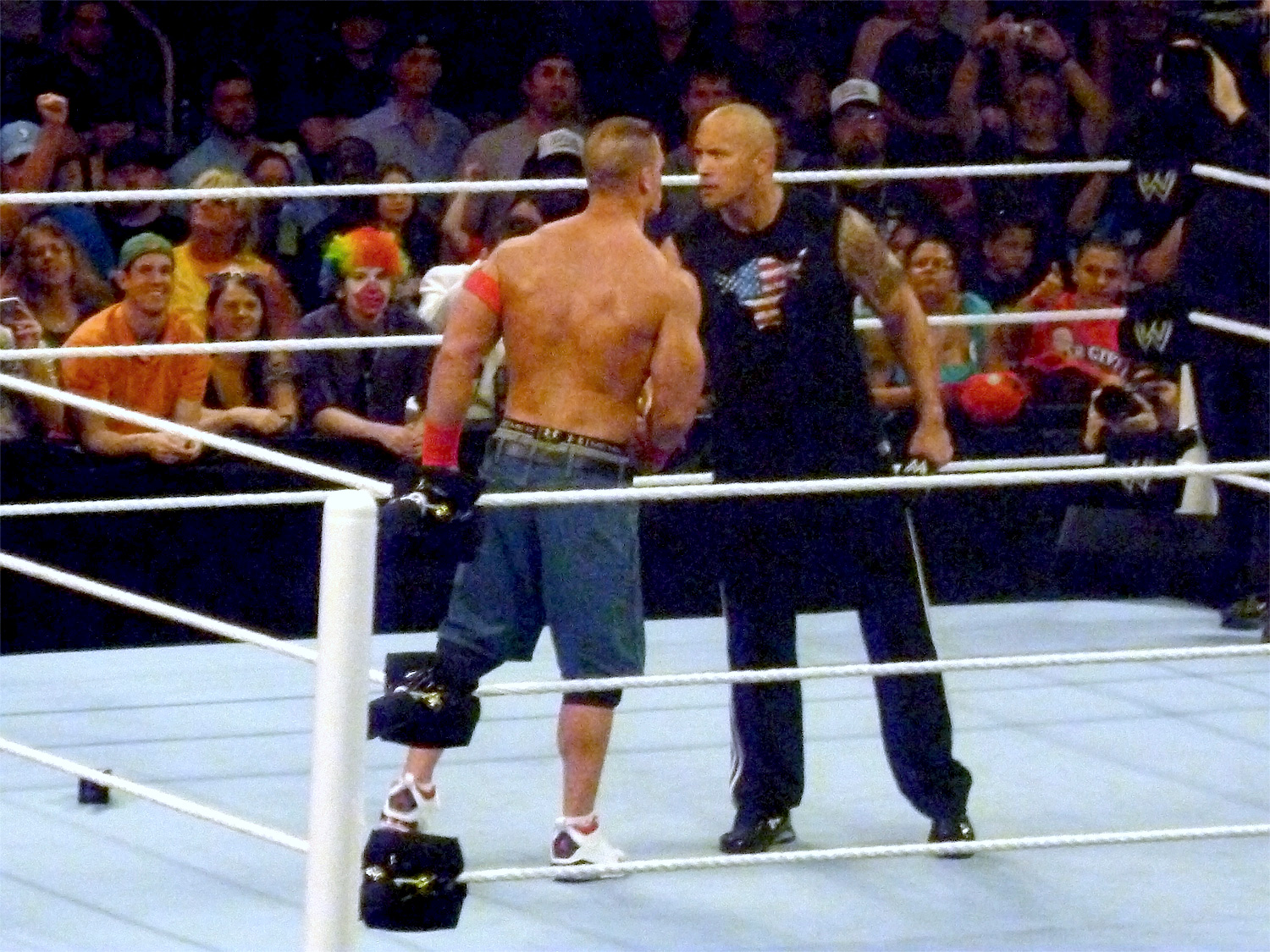
The Rock e John Cena concordam em se enfrentar na WrestleMania XXVIII.

No evento Elimination Chamber, John Cena venceu a luta homônima e tornou-se o desafiante número 1 pelo Campeonato da WWE, possuído por The Miz. Na edição da Raw de 21 de fevereiro, Cena foi colocado em uma luta contra os campeões de Tag Team da WWE Heath Slater e Justin Gabriel, tendo como Miz seu parceiro de dupla. Os dois venceram os membros da The Corre e se tornaram os novos campeões, porém foram imediatamente desafiados para uma revanche, na qual Miz traiu Cena e fez a Corre reter o título. O reinado de Miz e Cena foi o mais curto da história do título.
Na edição do Raw de 28 de fereveiro, The Rock zombou o rap de Cena e continuou proferindo insultos contra ele, como havia feito na semana anterior. Ele chamou a canção de Cena de "Yabba Dabba bitch", o que culminou em uma rivalidade entre ambos, com várias semanas de confrontação até a WrestleMania XXVII. No evento, Cena enfrentou The Miz pelo título da WWE, porém o combate acabou em dupla desqualificação, após os dois lutadores não responderem a contagem de dez do árbitro. The Rock interveio e como anfitrião da WrestleMania, ordenou que a luta fosse reiniciada, desta vez, em um combate sem desqualificações. Quando Cena jogou Miz para fora do ringue, Rock o acertou com o seu movimento de finalização Rock Bottom e ajudou Miz a fazer o pin e manter o Campeonato da WWE.
Na edição seguinte da Raw à WrestleMania, The Rock desafiou Cena para uma luta no evento principal da WrestleMania XXVIII, que foi aceita. Esta foi a primeira vez na história da empresa em  que um combate foi marcado com quase um ano de antecedência em um evento pay-per-view. Após vencer uma luta gauntlet na edição de 11 de abril do Raw, Cena disputou o Campeonato da WWE em uma luta Triple Threat em uma jaula de aço contra Miz e John Morrison no Extreme Rules, a qual venceu e conquistou pela oitava vez o título.
Cena ainda defendeu com sucesso seu campeonato em uma revanche contra The Miz no Over the Limit em uma luta "I Quit" e R-Truth no Capitol Punishment.
Cena então começou uma rivalidade com CM Punk, que deixaria a empresa no Money in the Bank. Punk estava enfurecido com Cena e The Rock, chamando-os de "falsos amigos", por estarem marcados para o evento principal da WrestleMania do ano seguinte, e exigiu mudanças. No Money in the Bank, ele derrotou Cena para ganhar o Campeonato da WWE, e logo após, deixou a empresa com o título. Depois de Rey Mysterio vencer um torneio e ser coroado o novo campeão da WWE na edição de 25 de julho do Raw, Cena o desafiou e o derrotou mais tarde naquela noite para se tornar o campeão da empresa pela nona vez, quebrando o recorde como campeão da WWE. Logo após vencer o título, ele foi interrompido por CM Punk, que também afirmou ser campeão. Este novamente derrotou Cena no SummerSlam, se tornando no "campeão incontestável da WWE". Na mesma noite, Alberto Del Rio descontou seu contrato do Money in the Bank sobre Punk, ganhando o Campeonato da WWE. Cena viria a se tornar no desafiante ao título de Del Rio, e, no Night of Champions, ele derrotou Alberto se tornando campeão da WWE pela décima vez, perdendo o título de volta para Del Rio no Hell in a Cell  em uma luta Triple Threat Hell in a Cell, que também envolveu CM Punk. No Vengeance, ele falhou ao tentar recuperar o campeonato em uma luta Last Man Standing contra Del Rio devido a interferência de The Miz e R-Truth. Após algumas semanas sendo atacado por estes, Cena ganhou o direito de escolher um parceiro para enfrentar Miz e Truth no Survivor Series. Ele escolheu The Rock e no evento, os dois venceram o combate de duplas, onde no fim, Rock aplicou um Rock Bottom em Cena.

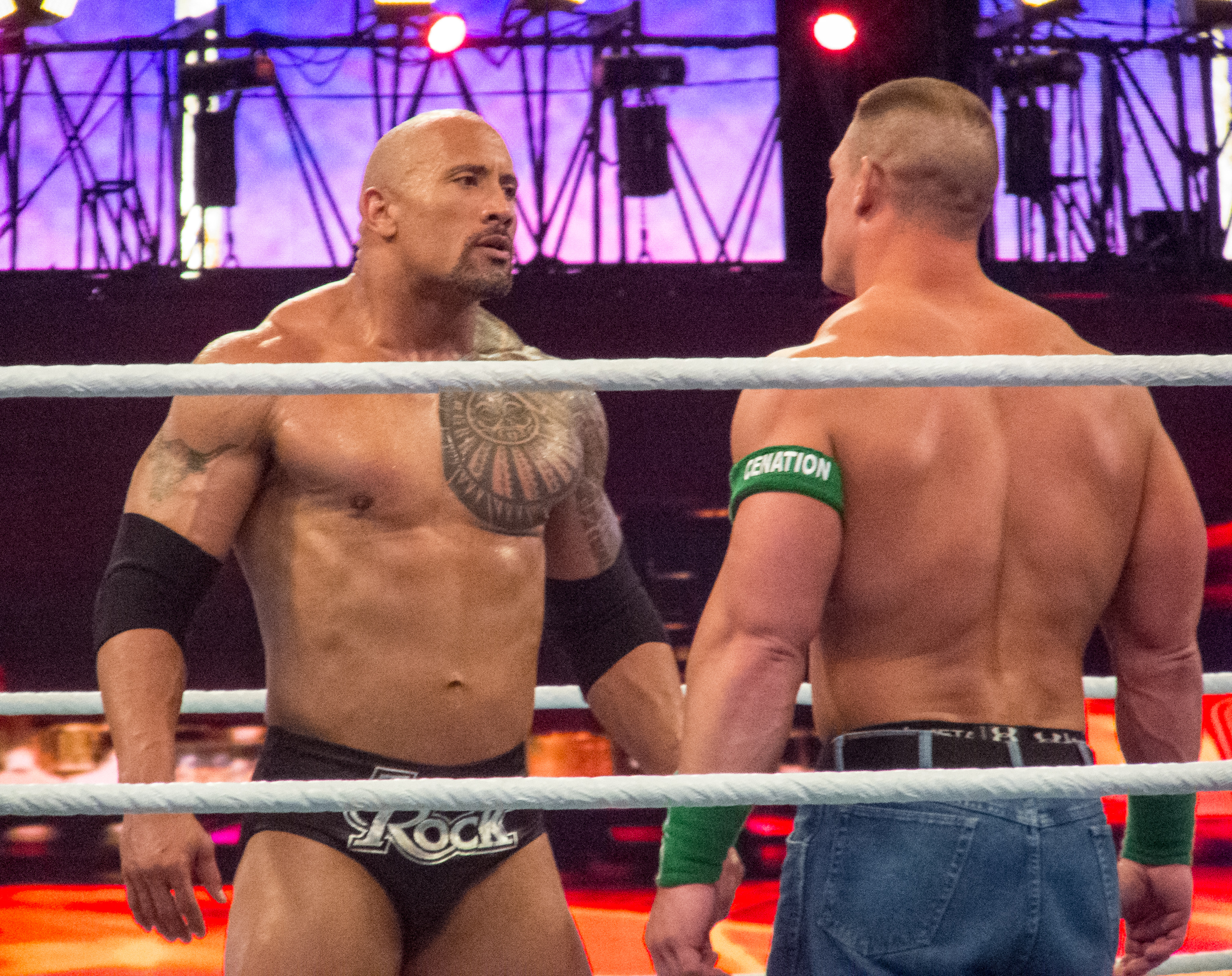
Cena frente a frente com The Rock na WrestleMania XXVIII.

No Raw de 12 de dezembro, durante sua luta contra Mark Henry, Cena foi atacado por Kane que havia retornado de uma lesão. Cena, em seguida, começou uma rivalidade com ele, que continuou o atacando, mostrando seu desgosto pelo slogan de Cena "Rise Above Hate" afirmando que Cena necessitava "abraçar" o ódio se quisesse derrotar The Rock na WrestleMania. Os dois se enfrentaram no Royal Rumble, em um combate que terminou em dupla contagem, porém, Cena derrotou Kane em uma luta de ambulância no Elimination Chamber para encerrar a rivalidade.
Após o Elimination Chamber, Cena e Rock começaram a se atacar verbalmente um ao outro. Na WrestleMania XXVIII, Cena enfrentou Rock na luta principal da noite, que foi vencida por Rock, quando Cena tentou aplicar um People's Elbow e The Rock reverteu o movimento em um Rock Bottom para fazer o pin e vencer.
Na noite seguinte, no Raw, Cena se dirigiu à The Rock, admitindo a derrota e o convidando ao ringue para que pudesse parabenizá-lo. No entanto, o chamado de Cena foi respondido por Brock Lesnar, que, em seguida, atacou Cena com  um F-5. Isto resultou em Cena começar a rivalizar com o gerente geral John Laurinaitis, que revelou que ele havia assinado um contrato com Lesnar para trazer "legitimidade" à WWE e para Brock tornar-se na sua "cara nova". Em 29 de abril no Extreme Rules, Cena derrotou Lesnar em uma luta Extreme Rules. Na noite seguinte no Raw, ele foi confrontado e depois atacado por Laurinaitis, que se declarou como seu adversário no Over the Limit. Cena perdeu para Laurinaitis após a interferência de Big Show. No Raw de 14 de maio, Laurinaitis anunciou que Cena enfrentaria Show no No Way Out em um combate em uma jaula de aço e, dependendo do vencedor, ele ou Cena ou seria demitido. Cena venceu a luta, e com o resultado, Vince McMahon despediu Laurinaitis.
No Money in the Bank, Cena venceu seu primeiro combate Money in the Bank contra Big Show, Chris Jericho, Kane e The Miz, ganhando um contrato pelo Campeonato da WWE a qualquer momento, sendo válido por um ano. No Raw 1000, Cena usou seu contrato para uma luta contra o então campeão CM Punk, e venceu por desqualificação após Big Show interferir, porém, como os títulos não trocam de mãos em vitórias por desclassificações, ele não venceu o campeonato, tornando-se na primeira pessoa a não ganhar o título através do Money in the Bank. Show continuou a atacar Cena até este ser salvo por The Rock.
Na semana seguinte, no Raw, Cena e Show se enfrentaram em uma luta para determinar o desafiante ao Campeonato da WWE; todavia, o confronto terminou sem vencedor devido à interferência de Punk. A nova gerente geral do Raw AJ Lee então marcou um combate Triple Threat entre os três no SummerSlam pelo título da WWE, que foi vencido por Punk. No Night of Champions, Cena e Punk se enfrentaram mais uma vez em uma luta que terminou empatada. Em 20 de setembro, Cena foi afastado devido a uma lesão no braço, ficando inativo. Por esse motivo, ele foi substituído por Ryback no Hell in a Cell em um combate homônimo pelo Campeonato da WWE, que foi vencido por CM Punk. No Raw de 5 de novembro, ele e Ryback foram anunciados como os desafiantes pelo título da WWE no Survivor Series, ao mesmo tempo que Cena começou uma rivalidade com Dolph Ziggler devido a um suposto relacionamento dele com AJ Lee. No pay-per-view em 19 de novembro, ele mais uma vez foi derrotado por Punk.
Cena continuou a rivalizar com Ziggler, que o derrotou em 16 de dezembro, no TLC: Tables, Ladders & Chairs em uma luta de escadas (onde o contrato do Money in the Bank de Ziggler estava em jogo) devido a interferência de AJ Lee. Na noite seguinte no Raw, Cena se uniu com Vickie Guerrero para enfrentar Ziggler e AJ em um combate de duplas mistas; no entanto, a luta terminou em desqualificação após ele ser atacado pelo estreante Big E Langston. Cena derrotou Ziggler no Raw de 7 de janeiro de 2013 em uma luta individual e em 14 de janeiro em um combate dentro de uma jaula de aço, apesar das interferências de AJ e Langston.

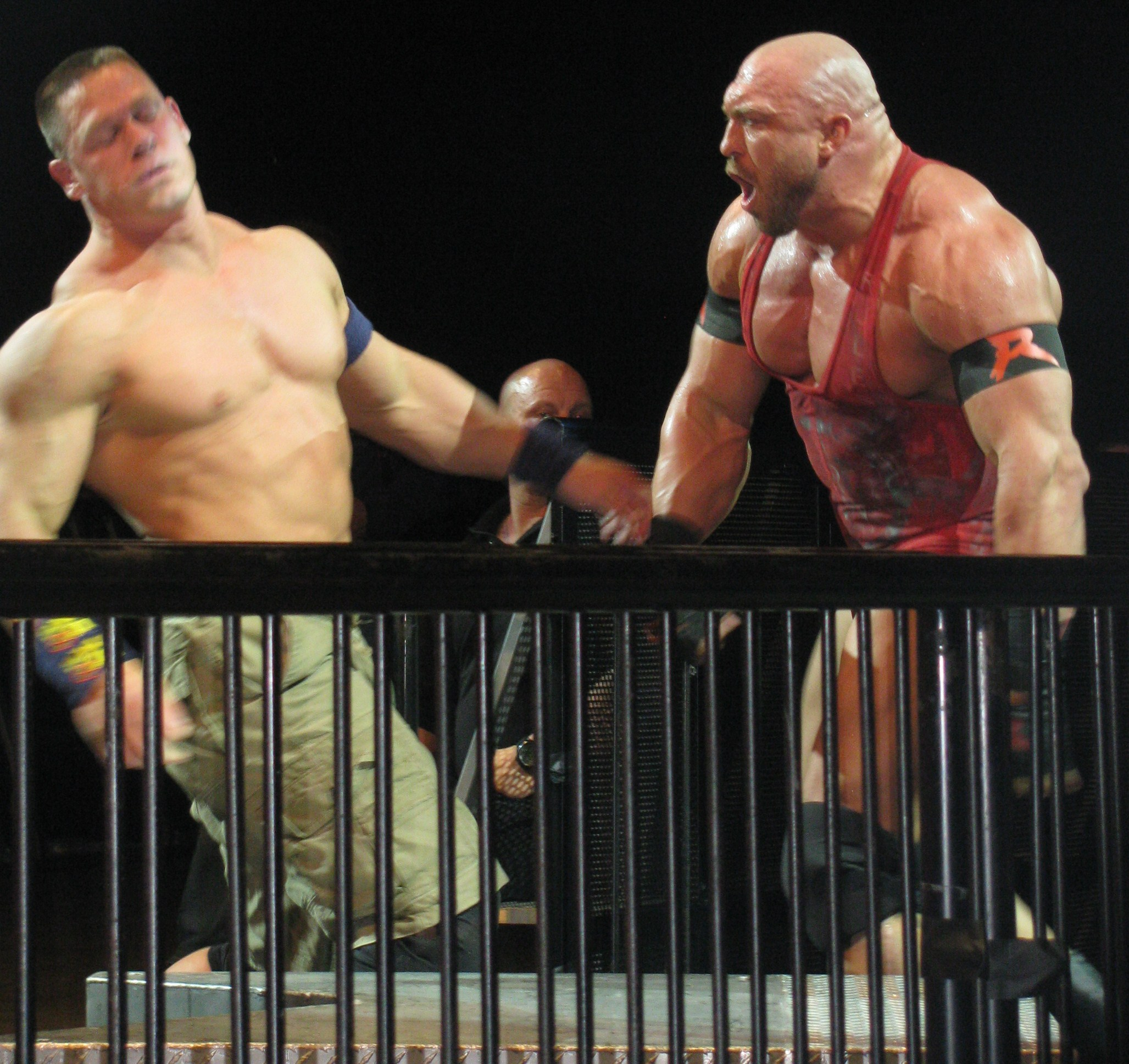
Cena durante sua rivalidade contra Ryback.

Em 27 de janeiro no Royal Rumble, Cena entrou em 19º na luta Royal Rumble, e ganhou depois de eliminar por último Ryback, tornando-se no quarto lutador (depois de Hulk Hogan, Shawn Michaels e Stone Cold Steve Austin) a ganhar mais de um Royal Rumble. Na noite seguinte no Raw, Cena anunciou que iria disputar o Campeonato da WWE na WrestleMania 29, sendo posteriormente atacado pela facção The Shield. Na semana seguinte, ele retribuiu o ataque juntamente com Ryback e Sheamus. Isso culminou em uma luta de trios em 17 de fevereiro no Elimination Chamber, onde a Shield saiu vitoriosa. No Raw de 25 de fevereiro, Cena derrotou CM Punk para reafirmar sua condição de candidato número um ao Campeonato da WWE de The Rock.
Ele então retomou sua rivalidade com Rock, culpando seus problemas pessoais e profissionais devido a sua derrota na WrestleMania do ano anterior, chegando ao ponto de admitir que sua própria vaidade lhe custara a luta. Em 7 de abril na Wrestlemania 29, Cena derrotou The Rock em sua revanche para conquistar seu décimo primeiro título da WWE. No Raw da noite seguinte, ele começou uma rivalidade com Ryback, depois que este o atacou após um combate contra Mark Henry. Durante a sua rixa com Ryback, Cena sofreu uma lesão no tendão de Aquiles. Em 19 de maio, no Extreme Rules, Cena manteve o Campeonato da WWE em uma luta Last Man Standing após Ryback jogar Cena e ele próprio no painel de LED no topo da rampa, fazendo com que o árbitro encerrasse o combate sem declarar um vencedor. Porém, em 16 de junho, no Payback, ele derrotou Ryback em uma luta Three Stages of Hell para manter o Campeonato da WWE.
Na noite seguinte no Raw, Cena foi atacado por Mark Henry, enquanto este fingia estar anunciando sua "aposentadoria", o que provocou uma rivalidade entre os dois. Em 15 de julho, no Money in the Bank, Cena derrotou Henry por submissão e reteve o seu título. No Raw do dia seguinte, o gerente geral Brad Maddox anunciou que iria permitir à Cena escolher seu adversário para o SummerSlam. No mesmo dia, após fazer uma votação informal com a platéia, ele escolheu Daniel Bryan. Em 18 de agosto, no pay-per-view, Cena perdeu o Campeonato da WWE para Bryan em uma luta que tinha Triple H como árbitro especial, terminando o seu reinado de 133 dias. No Raw da noite seguinte, Cena anunciou que iria se submeter a uma cirurgia devido a uma ruptura parcial do tríceps e que estaria afastado de quatro a seis meses.

#### Várias rivalidades e reinados (2013–2015)
Foi anunciado no Raw de 7 de outubro de 2013 que Cena retornaria no Hell in a Cell em uma luta válida pelo Campeonato Mundial dos Pesos-Pesados de Alberto Del Rio. No pay-per-view em 27 de outubro, ele derrotou Del Rio e se tornou campeão mundial dos pesos-pesados pela terceira vez na carreira. No Raw do dia seguinte, Cena derrotou Damien Sandow em sua primeira defesa de título após este último descontar seu contrato do Money in the Bank. Ele também defendeu com sucesso seu campeonato contra Del Rio em uma revanche no Survivor Series.
No Raw de 25 de novembro, Cena desafiou o campeão da WWE Randy Orton para unificar seus respectivos títulos. Triple H e Stephanie McMahon (figuras de autoridade conhecidos como "The Authority") concordaram com a proposta e marcaram uma luta Tables, Ladders, and Chairs no evento homônimo para unificação, onde ele foi derrotado por Orton. A revanche ocorreu no Royal Rumble, agora pelo "Campeonato Mundial dos Pesos-Pesados da WWE" (resultado da unificação), onde Cena foi novamente derrotado após ser distraído pelo grupo The Wyatt Family. Na noite seguinte no Raw, ele, Sheamus e Daniel Bryan derrotaram a The Shield para se qualificarem para uma luta pelo Campeonato Mundial dos Pesos-Pesados da WWE em um combate Elimination Chamber no evento de mesmo nome; a equipe de Cena venceu por desqualificação devido a um outro ataque dos Wyatts. No pay-per-view em 23 de fevereiro de 2014, a Wyatt Family interferiu novamente, causando a eliminação de Cena.

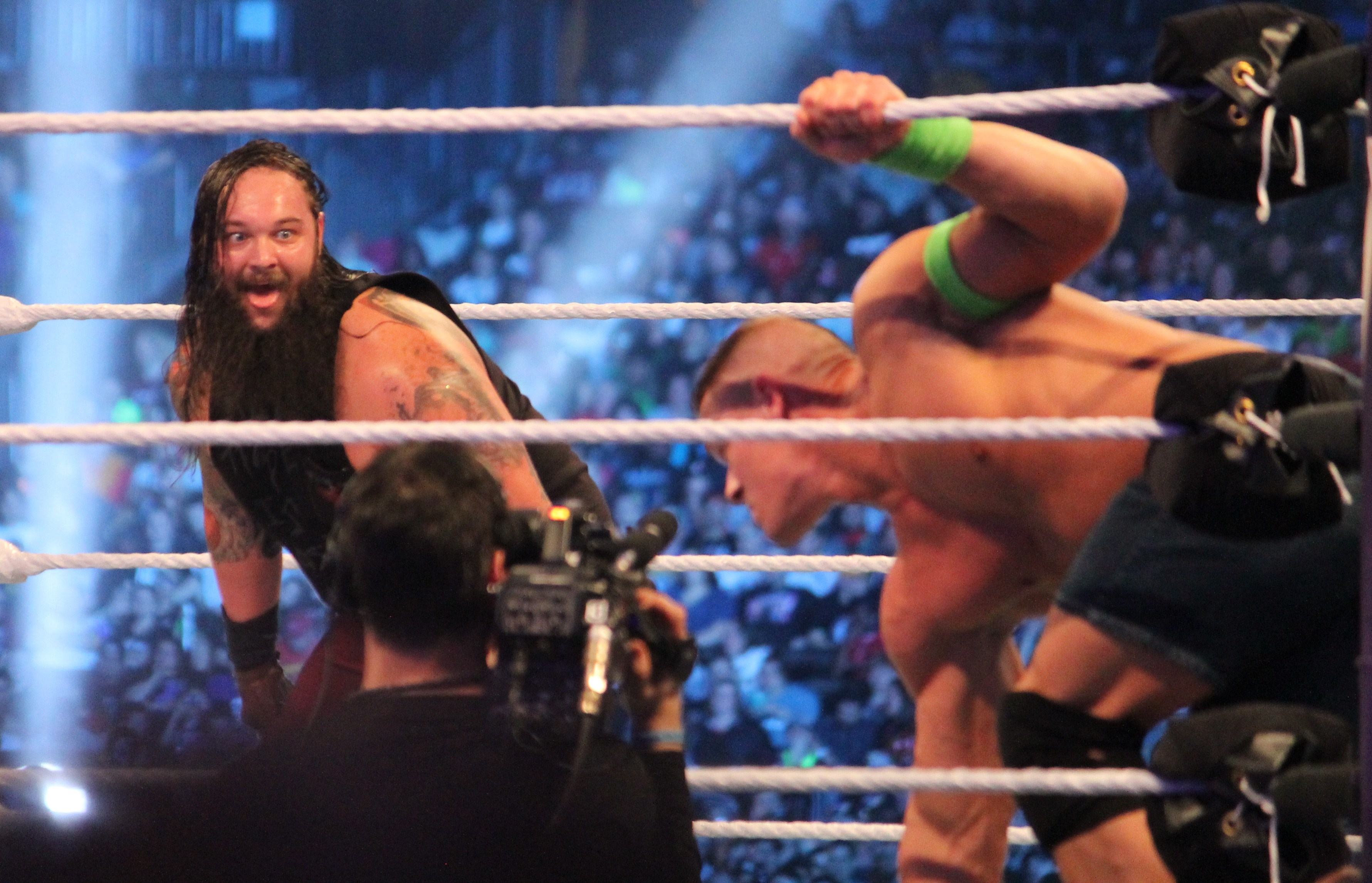
Cena enfrentando Bray Wyatt na WrestleMania XXX.

Após o Elimination Chamber, Cena desafiou o líder do grupo, Bray Wyatt, para uma luta na WrestleMania XXX, que aceitou. Segundo Wyatt, ele queria transformar Cena em um "monstro", acabando com a sua identidade de "falso herói". Na WrestleMania, Cena derrotou Wyatt. A rivalidade entre os dois continuou baseado na história que Wyatt estava convertendo os fãs de Cena, que foi exemplificado por Bray levar um coro infantil ao ringue no Raw de 28 de abril, com as crianças colocando máscaras de ovelhas, uma das marcas da Wyatt Family. No Extreme Rules, Wyatt derrotou Cena em uma luta em uma jaula de aço, após a interferência de Luke Harper e Erick Rowan, os outros membros do seu grupo, além de uma criança "convertida". Cena e Wyatt se enfrentaram novamente no Payback, agora em um combate Last Man Standing, que foi vencido por Cena, encerrando a rivalidade entre eles.
No Raw de 16 de junho, Cena derrotou Kane em uma luta de macas para se qualificar para uma luta de escadas pelo vago Campeonato Mundial dos Pesos-Pesados da WWE no Money in the Bank, onde ele conseguiu vencer o combate e o título, se tornando campeão [mundial dos pesos-pesados] da WWE pela décima segunda vez. Cena manteve o título no Battleground em uma luta Fatal 4-Way contra Roman Reigns, Randy Orton e Kane. Porém, ele perdeu o campeonato para Brock Lesnar um mês depois, no SummerSlam, terminando o seu reinado em apenas 49 dias. Cena invocou sua cláusula de revanche contra Lesnar no Night of Champions, onde venceu por desqualificação após a interferência de Seth Rollins. Com o resultado, Lesnar manteve o título.
No Hell in a Cell, Cena derrotou Randy Orton em um combate Hell in a Cell e se tornou novamente no desafiante pelo Campeonato Mundial dos Pesos-Pesados da WWE. No Raw do dia seguinte, ele rejeitou a oferta da The Authority (Triple H e Stephanie McMahon) para unirem suas forças contra Lesnar. Isto resultou em uma luta Survivor Series 5-contra-5 de eliminação entre Cena e a Authority no Survivor Series. No evento, Cena foi eliminado após Big Show, um de seus companheiros, o trair, lhe acertando com um K.O. Punch, permitindo que Seth Rollins fizesse o pinfall. Apesar disso, o time de Cena saiu vitorioso, com Dolph Ziggler sendo o único sobrevivente após a interferência de Sting. Assim, de acordo com a estipulação do combate, Triple H e Stephanie McMahon foram retirados do poder e só Cena poderia trazê-los de volta. No TLC: Tables, Ladders and Chairs...and Stairs, ele derrotou Rollins em uma luta de mesas, mantendo assim seu sua chance pelo título da WWE. Na mesma noite, foi anunciado que o combate entre Lesnar e Cena pelo Campeonato Mundial dos Pesos-Pesados da WWE ocorreria no Royal Rumble de 2015.
No Raw de 29 dezembro, Seth Rollins e Big Show atacaram Christian e Edge durante seu show, o Cutting Edge Peep Show, onde Rollins ameaçou quebrar o pescoço de Edge, a menos que Cena trouxesse a Authority de volta. Pressionado, ele aceitou a condição e restabeleceu Triple H e Stephanie McMahon no poder novamente. No Raw de 5 de janeiro de 2015, Seth Rollins foi adicionado ao combate pelo título da WWE por Triple H como uma recompensa por ter-lhe trazido de volta. Na semema seguinte, Triple H também demitiu todos os companheiros de Cena no Survivor Series: Dolph Ziggler, Ryback e Erick Rowan, e o forçou a competir em uma luta 3-contra-1 contra Seth Rollins, Big Show e Kane para manter sua vaga no combate do Royal Rumble e recuperar os empregos de seus parceiros no Raw de 19 de janeiro. Com a ajuda de Sting, Cena conseguiu venceu a luta, recuperou o emprego de Ziggler Ryback e Rowan e assegurou novamente seu combate pelo título da WWE. Porém, no Royal Rumble, ele não conseguiu ganhar o título, onde Brock Lesnar realizou o pin em Seth Rollins.

#### Campeão dos Estados Unidos e lesão (2015–2016)

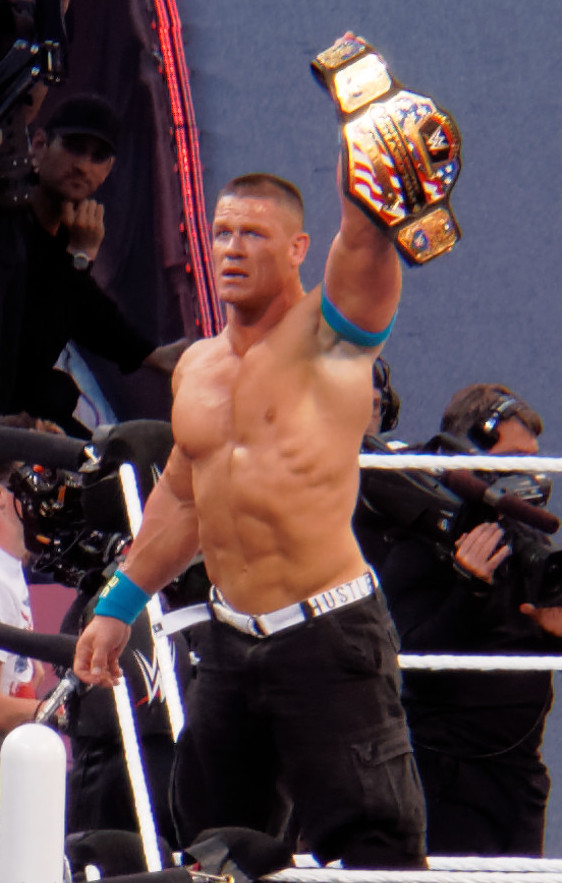
Cena após vencer o Campeonato dos Estados Unidos no WrestleMania 31 em março de 2015.

Após o Royal Rumble, Cena começou a rivalizar com o campeão dos Estados Unidos, Rusev. No início da contenda, ele foi descrito como um "veterano". No Fastlane em 22 de fevereiro, Rusev ganhou após fazer Cena desmaiar com a submissão Accolade. Nas semanas seguintes, Cena desafiou Rusev para uma revanche, que foi recusada. Stephanie McMahon decretou que ele não iria competir na WrestleMania 31 a menos Rusev concordasse com um combate. Após este derrotar Curtis Axel na semana seguinte, este último fez várias observações insultuosas contra os Estados Unidos. Cena reagiu e atacou Rusev, fazendo-o desmaiar após ele aplicar a submissão STF. A gerente de Rusev, Lana, desesperada, aceitou a revanche de Cena no WrestleMania em nome de Rusev. No evento, Cena derrotou Rusev para ganhar o Campeonato dos Estados Unidos pela quarta vez na carreira. Na noite seguinte, no Raw de 30 de março, ele anunciou que defenderia o título americano todas as semanas em um "desafio aberto", pois os Estados Unidos seria a "terra das oportunidades". Na mesma noite, ele venceu Dean Ambrose em sua primeira defesa. Cena ainda voltou a enfrentar e derrotar Rusev em revanches pelo título no Extreme Rules, que teve como estipulação especial uma luta russian chain e no Payback, agora em um combate "I Quit".
Durante o desafio aberto no Raw de 18 de maio, o campeão do NXT, Kevin Owens, estreou no plantel principal da empresa, porém ao invés de aceitar a oportunidade, ele criticou Cena e o título americano, afirmando que ele e o seu campeonato eram melhores, atacando-o na sequência, e pisando ainda sobre o cinturão dos Estados Unidos. Neste mesmo dia, uma luta entre ambos foi confirmada para o Elimination Chamber, onde Owens ganhou. Ainda neste evento, um novo combate entre ambos foi anunciado para o Money in the Bank, onde desta vez Cena ganhou; todavia, após o combate, ele tentou cumprimentar Owens em sinal de respeito, mas ele o atacou com seu movimento de finalização, o Pop-up Powerbomb, lesionando-o. Na noite seguinte, no Raw de 15 de junho, Owens o desafiou para um novo combate, desta vez pelo Campeonato dos Estados Unidos no Battleground, que ele veio a aceitar na semana posterior. No evento, Cena manteve o título ao submeter Owens com o movimento STF.
No Raw de 20 de julho, Cena lançou um desafio pelo Campeonato Mundial dos Pesos-Pesados da WWE de Seth Rollins, mas ele recusou.  Na semana seguinte, Cena novamente o desafiou pelo título, todavia, a Authority (Triple H e Stephanie McMahon) fez ele defender o seu Campeonato dos Estados Unidos contra Rollins. Mais tarde naquela noite, Cena manteve o cinturão, quebrando legitimamente o nariz durante a luta. No Raw de 3 de agosto, Rollins o desafiou para uma luta no SummerSlam pelos dois campeonatos em suas posses. Durante o episódio do Tough Enough de 11 de agosto, Cena aceitou a proposta. No evento, ocorrido em 23 de agosto, Rollins conseguiu a vitória após o anfitrião Jon Stewart atacar Cena com uma cadeira, assim encerrando seu reinado em 147 dias. No Raw do dia seguinte, Stewart explicou que tinha lhe atacado pois não queria ver ele igualar a marca de 16 reinados como campeão mundial de Ric Flair. Mesmo assim, Cena aplicou um Attitude Adjustment em Stewart na presença do próprio Flair.
Na semana seguinte, no Raw de 31 de agosto, Cena anunciou que invocaria sua cláusula de revanche pelo Campeonato dos Estados Unidos contra Rollins no Night of Champions, onde ele reconquistou o título. Cena defendeu o Campeonato dos Estados Unidos em duas revanches invocadas por Rollins, uma ocorrida no Raw de 21 de setembro e outra dentro de uma jaula de aço no WWE Live from Madison Square Garden, em 3 de outubro. Posteriormente, Cena perdeu o título para Alberto Del Rio em um desafio aberto durante o Hell in a Cell em 20 de outubro de 2015. Após isso, ele se afastou da programação da WWE para gravar o programa American Grit.
Cena retornou no Raw de 28 de dezembro, onde enfrentou Del Rio pelo Campeonato dos Estados Unidos e venceu por desqualificação depois de ser atacado por Rusev e Sheamus, membros do grupo League of Nations (do qual Del Rio também fazia parte). Pouco tempo depois de retornar, em 6 de janeiro de 2016 foi noticiado que Cena havia sofrido uma lesão no ombro e que precisaria passar por uma cirurgia, podendo ficar afastado de seis a nove meses. Cena retornou no WrestleMania 32, ajudando The Rock expulsar a Wyatt Family do ringue.

#### SmackDown (2016–presente)
Cena retornou da lesão em 30 de maio de 2016. Após discursar sobre o Memorial Day e sobre voltar a WWE, ele foi interrompido por AJ Styles, que o deu boas-vindas, apenas para atacá-lo depois junto com Karl Anderson e Luke Gallows, conhecidos coletivamente como The Club. Em 3 de junho, foi anunciado através do WWE.com que eles se enfrentariam no Money in the Bank. No evento, Cena foi derrotado por Styles depois da interferência de Anderson e Gallows. No Raw de 4 de julho, ele foi novamente atacado pela The Club, mas foi salvo por Enzo Amore e Big Cass. Posteriormente, foi marcado um combate de trios entre as duas equipes no Battleground. Em 19 de julho, no Draft, Cena foi transferido para o SmackDown. No pay-per-view, a equipe de Cena saiu vencedora. Após aceitar o desafio de Styles para mais uma luta, Cena acabou derrotado no SummerSlam. Após um hiato, Cena retornou no SmackDown de 13 de setembro, desafiando Styles pelo Campeonato Mundial da WWE que ele havia ganhado dois dias antes no Backlash. No entanto, Dean Ambrose também apareceu para invocar sua cláusula de revanche, e então o comissário do SmackDown Shane McMahon marcou uma luta triple threat pelo título entre os três no No Mercy. No evento, Styles conseguiu manter o campeonato. Cena entrou em hiato para filmar a segunda temporada do American Grit.
Ele retornou no episódio de 27 de dezembro do SmackDown e desafiou o vencedor de uma luta triple threat entre Styles, Dolph Ziggler e Baron Corbin para um combate pelo Campeonato da WWE no Royal Rumble. Styles, ainda o detentor do cinturão, venceu a luta e depois disso os dois apertaram as mãos. No pay-per-view, Cena ganhou a luta, vencendo seu 13.º Campeonato da WWE, igualando o recorde de 16 títulos mundiais de Ric Flair.
No WrestleMania 41, realizado em Las Vegas no dia 20 de abril de 2025, John Cena fez história ao derrotar Cody Rhodes e conquistar o 17º Campeonato Mundial da WWE, superando o recorde de Ric Flair. A luta foi marcada por uma mudança significativa no personagem de Cena, que adotou uma postura mais agressiva e manipuladora, conhecida como heel turn. Durante a luta, houve interferências externas, incluindo distrações e ataques fora das regras, o que gerou reações mistas entre os fãs. Após a vitória, Cena participou de uma coletiva de imprensa onde adotou uma postura provocativa, chamando os jornalistas de "clickbait" e criticando o jornalismo preguiçoso. Essa atitude reforçou sua nova persona de vilão, gerando discussões sobre o rumo de sua carreira e possíveis confrontos futuros. Este evento marca o início da turnê de despedida de Cena, que anunciou que 2025 será seu último ano como lutador ativo na WWE. Embora tenha mencionado a possibilidade de se aposentar após o WrestleMania 41, sua recente vitória sugere que ele continuará competindo em eventos importantes ao longo do ano.

## Outros trabalhos

### Filmes

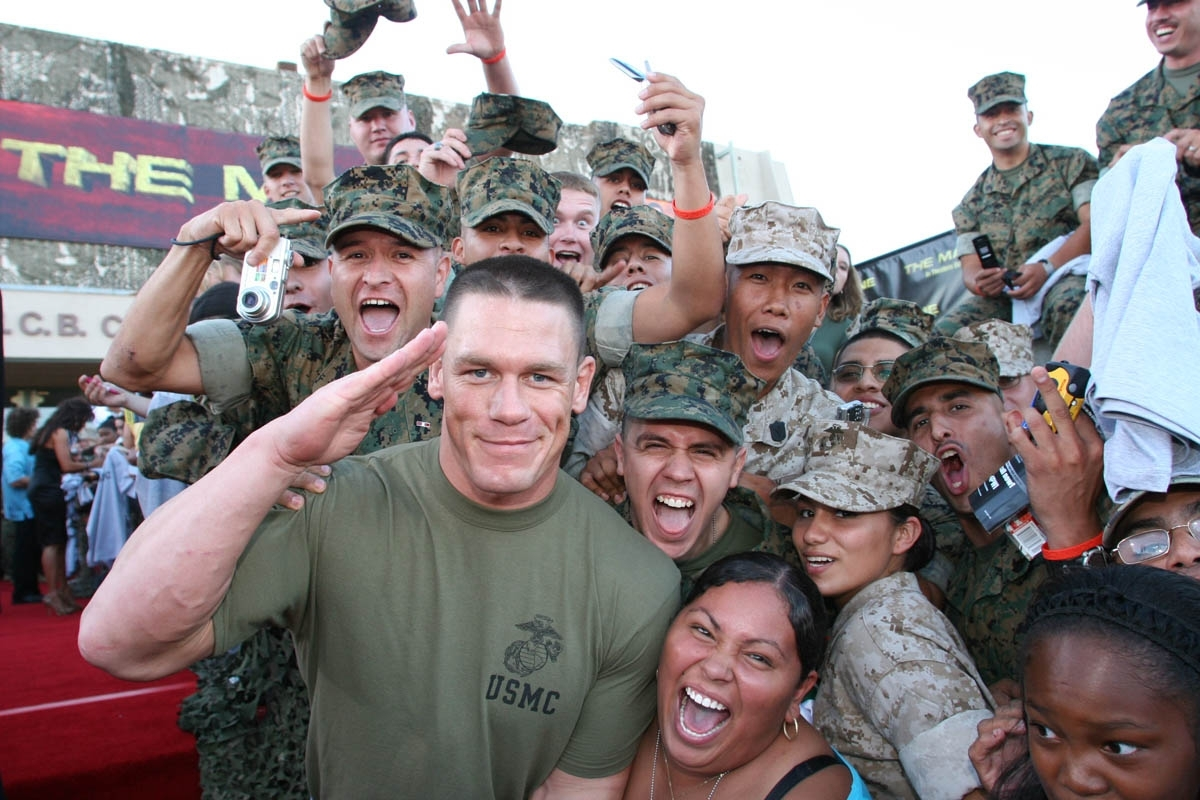
Cena, com membros do Corpo de Fuzileiros Navais, na estreia do seu filme Busca Explosiva.

A WWE Studios, uma subdivisão da World Wrestling Entertainment (WWE), que produz e financia filmes, produziu o primeiro filme de Cena – Busca Explosiva – o qual foi distribuído nos cinemas dos Estados Unidos pela 20th Century Fox em 13 de outubro de 2006. Na primeira semana, o filme arrecadou sete milhões de dólares nas bilheterias. Depois de dez semanas, o lucro estimado era de 18,7 milhões de dólares. Quando The Marine foi lançado em DVD, a renda foi superior, com cerca de 30 milhões em locações nos três primeiros meses.
Seu segundo filme, também produzido pelo WWE Studios, foi 12 Rounds. As filmagens iniciaram em 25 de fevereiro de 2008 em Nova Orleans, e o filme teve lançamento no dia 27 de março de 2009. Cena ainda co-estrelou um terceiro filme do WWE Studios, intitulado Legendary, que entrou em cartaz nos cinemas em 10 de setembro de 2010, por um período limitado, e foi lançado no formato de DVD no dia 28 do mesmo mês. No mesmo ano, Cena estrelou o filme infantil Fred: o Filme, que é baseado em vídeos de Lucas Cruikshank, postados no YouTube em um canal usando o personagem Fred Figglehorn, de quem Cena é o pai. O filme foi lançado no canal de televisão Nickelodeon em setembro de 2010.

### Participações especiais

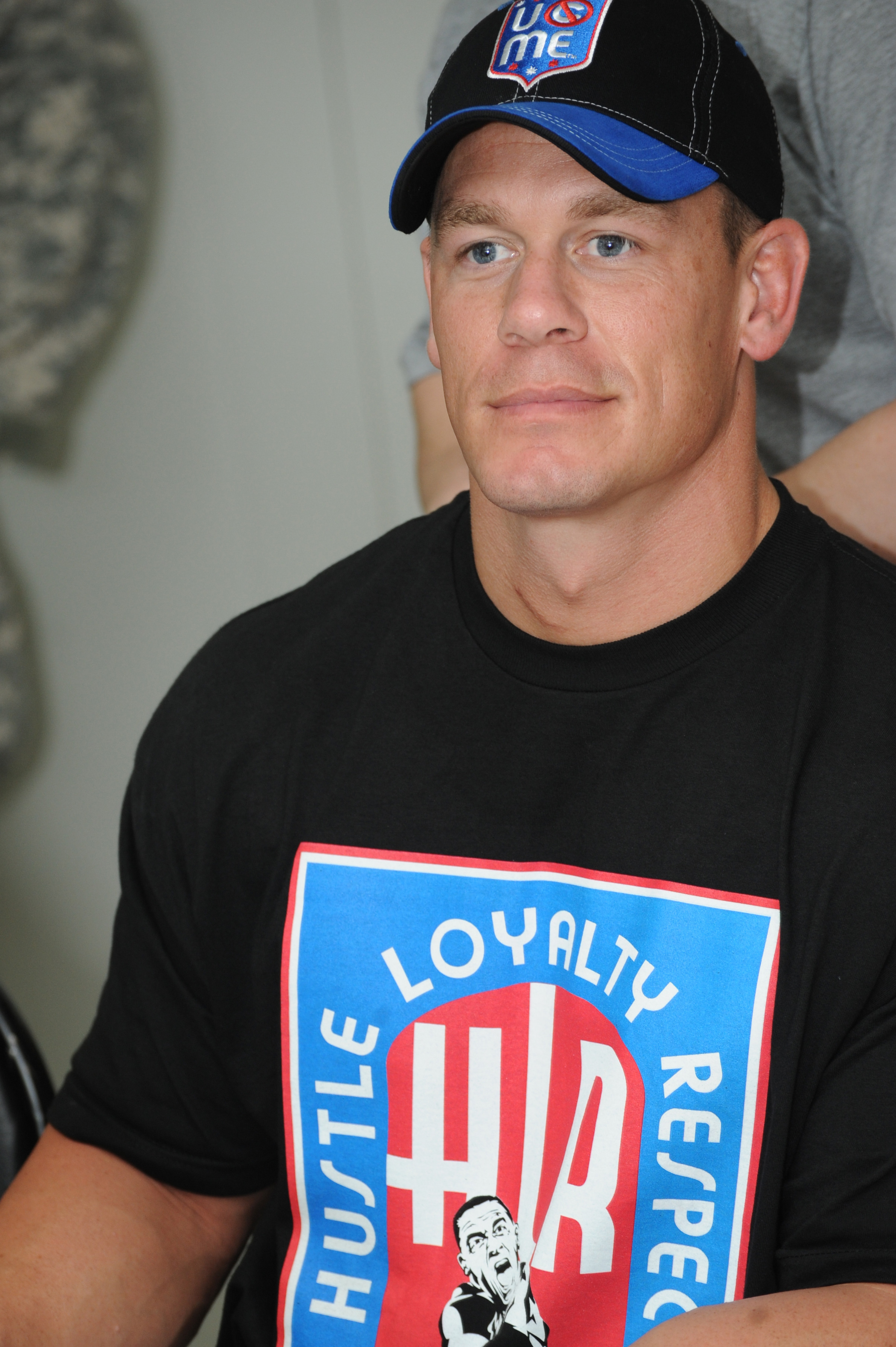
Cena em 2008.

Antes de sua estreia na WWE, Cena fez uma aparição no programa webcaster Go Sick, onde interpretou Brubaker, um irritado e amaldiçoado lutador de wrestling.
Durante a sua carreira na WWE, Cena apareceu três vezes no Jimmy Kimmel Live!. Ele também fez participações especiais em vários programas de rádio; incluindo a CBS e a XM, ambas de propriedade de Opie and Anthony. Outras participações incluem Late Night with Conan O'Brien, The Best Damn Sports Show Period, MADtv, G4's Training Camp (com Shelton Benjamin) e duas participações no Punk'd, da MTV, em agosto de 2006 e maio de 2007. Cena também foi o co-apresentador, junto com Hulk Hogan, do Teen Choice Awards de 2005, bem como um juiz especial da terceira semana da temporada de 2006 do Nashville Star.
Em janeiro de 2007, Cena, Batista e Ashley Massaro apareceram representando a WWE em um episódio do Extreme Makeover: Home Edition, doando produtos da empresa e oito ingressos para a WrestleMania 23 a crianças de uma família cuja casa estava sendo reformada. Dois meses depois, ele e Bobby Lashley participaram do game show Deal or No Deal, da NBC, dando "apoio moral" ao fã de longa data da WWE, Rick "Sign Guy" Achberger. Edge e Randy Orton também participaram, mas como antagonistas. Em 9 de abril de 2008, Cena apareceu juntamente com seus colegas Chris Jericho e Triple H em um espisódio especial de arrecadação de fundos do Idol Gives Back. Em março de 2009, ele fez uma participação na abertura do Saturday Night Live. Cena também foi convidado do programa de perguntas e respostas Wait Wait... Don't Tell Me!, no episódio intitulado "Sure, pro wrestling is a good gig, but when you win, do they throw teddy bears into the ring?".

### Televisão
Em 2001, enquanto treinava na Ultimate Pro Wrestling (UPW) e na Ohio Valley Wrestling (OVW), Cena participou da produção do reality show Manhunt, da United Paramount Network. Ele foi retratado como Big Tim Kingman, líder de um grupo de caçadores de recompensas que perseguia os competidores que atuavam como fugitivos. O programa, porém, acabou sendo cercado de controvérsia quando se alegou que algumas partes dele foram manipuladas para eliminar determinados participantes, com cenas refilmadas ou encenadas para aumentar o drama.
Cena também participou do reality show Fast Cars and Superstars: The Gillette Young Guns Celebrity Race, o qual foi exibido em junho de 2007, onde permaneceu até a última rodada, antes de ser eliminado no dia 24, terminando na terceira posição geral.
Em 2007, Cena também foi entrevistado no documentário "Death Grip: Inside Pro Wrestling", do programa CNN Special Investigations Unit, o qual tinha como foco o uso de esteroides anabolizantes e drogas lícitas no wrestling profissional. Quando perguntado se ele usava tais substâncias, Cena respondeu: "Eu não posso te dizer que eu não uso, mas você nunca terá como provar que eu usei." No dia seguinte à exibição do documentário, a WWE acusou a CNN de colocar os comentários de Cena fora de contexto para apresentar um ponto de vista parcial. Em resposta, a WWE publicou um trecho inédito da entrevista, no qual Cena apareceu respondendo à mesma pergunta com a expressão "em absoluto". Uma entrevista por escrito publicada no site da WWE com Cena dizia que a CNN deveria pedir desculpas por deturpar a imagem do lutador; pedido que a emissora de televisão recusou, alegando que a resposta que Cena não foi alvo de montagem. No entanto, eles editaram o vídeo para que as próximas exibições incluíssem o trecho "em absoluto".
Cena apresentou o Nickelodeon Kids' Choice Awards, juntamente com Natalie Bassingthwaighte, no dia 11 de outubro de 2008, em Melbourne; estrelou um episódio da quarta temporada de Psych, com o personagem Ewan O'Hara; e participou do sétimo episódio de Hannah Montana, representando a si próprio.

### Publicidade
Antes de sua carreira na luta profissional, Cena apareceu em uma propaganda para a Gold's Gym. Como  lutador, ele foi patrocinado pela marca de bebida energética YJ Stinger, aparecendo em comerciais desde 2003; e pelo restaurante Subway, onde começou a gravar propagandas com o porta-voz da empresa, Jared Fogle, em novembro de 2006. Por um período em 2007, ele foi patrocinado, com uma coleção personalizada de bebidas e barras energéticas, pela companhia American Body Builders. Em 2008, Cena filmou um comercial como parte da campanha "Young Guns" da NASCAR e da Gillette.
Em 2009, Cena expandiu seu relacionamento com a Gillette introduzindo uma nova campanha online chamada "Be a Superstar", participando ao lado de estrelas da WWE como Chris Jericho e Cody Rhodes. Tal campanha apresenta vídeos motivacionais.

### Fundação Make-A-Wish
Cena concedeu mais de 500 "desejos" para crianças através da Fundação Make-A-Wish — organização sem fins lucrativos que organiza experiências (descrito como desejos) para crianças com condições médicas potencialmente fatais—, fazendo dele o detentor do recorde atual. Em 2009, Cena recebeu o Prêmio Chris Greicius Celebrity pela sua participação na fundação.

### Moda

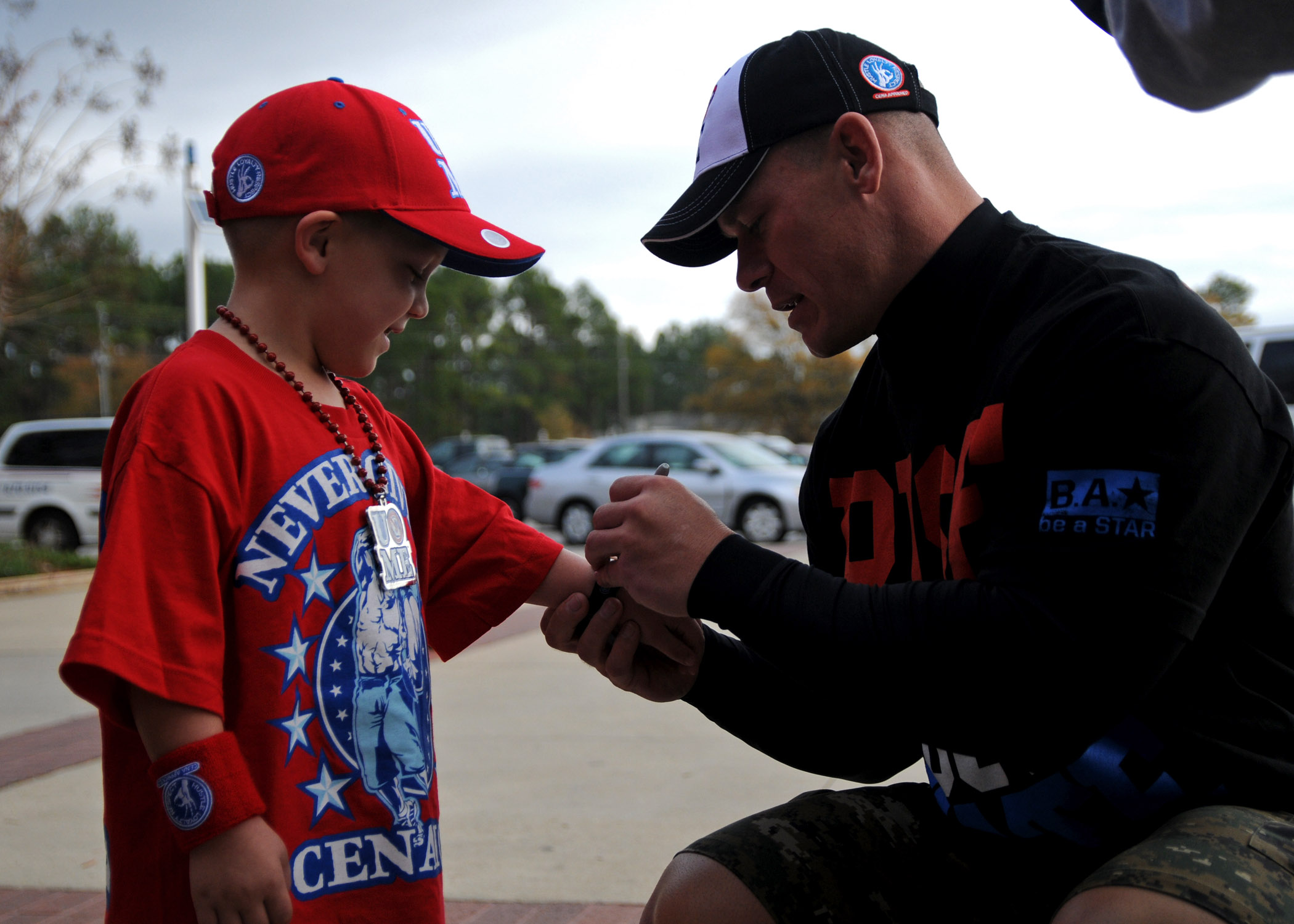
Cena assinando merchandising para uma criança.

Durante grande parte de sua carreira na WWE, o vestuário de Cena sempre tentou refletir as modas mais atuais de criminosos e estilos ligados com a cultura hip hop. Cena começou vestindo camisas de futebol americano até a empresa começar a produzir roupas específicas para ele usar e divulgar no merchandising. Enquanto membro do programa SmackDown, a WWE produziu uma camisa de Cena com os dizeres "Ruck Fules". Sempre que a imagem aparecia na TV ela era censurada, não pela emissora, mas sim pela WWE vender mais do produto afirmando que era "muito quente para aparecer na TV". Ele também usava uma corrente com um cadeado grande que às vezes era utilizado como arma, até a WrestleMania 21, quando foi substituído por um medalhão cromado e de diamante com o formato de uma roda de automóvel, que também é utilizado pelos membros da G-Unit.
A partir do início das filmagens de Busca Explosiva, Cena começou a usar também roupas relacionadas com militares, incluindo bermudas camufladas, dog tags, um boné da Marinha dos Estados Unidos e uma camiseta produzida pela WWE com a legenda "Chain Gang Assault Battalion". Pouco tempo após a WrestleMania 23, quando a exibição do filme nos cinemas terminou, o uso de trajes militares diminuiu e foi substituído por um vestuário que contém seu novo slogan, "American Made Muscle", juntamente com uma bermuda jeans, que não era utilizado desde que ele saiu do SmackDown. Atualmente, Cena utiliza camisas com o trecho "Cenation" e sua linha de roupas "You Can't See Me". Em 16 de setembro de 2012, Cena estreou uma nova camiseta rosa e preta com a frase "Rise Above Cancer" durante a parceria da WWE com a Susan G. Komen for the Cure em honra do mês da consciência do câncer de mama.

### Música
Além de atuar como lutador e ator, Cena também é um rapper. Com a exceção de sua música tema na UPW e na OVW, ele sempre utilizou suas próprias canções como temas de entrada. "Basic Thugonomics", um deles, foi colocada como a 16ª faixa da coletânea WWE Originals, de 2004. Antes de lançar seu álbum, Cena ainda gravou "Untouchables", que esteve no álbum seguinte da empresa, o WWE ThemeAddict: The Music, Vol. 6. Ele também participou da música "H-U-S-T-L-E Remix", do álbum Murs 3:16: The 9th Edition de MURS.
O álbum de estreia de Cena, You Can't See Me, foi gravado junto com seu primo Tha Trademarc. Ele contém, junto com várias outras músicas, seu tema de entrada atual, "My Time Is Now", e o single "Bad, Bad Man", o qual foi acompanhado de um videoclipe que parodiava a cultura da década de 1980, incluindo o programa de televisão The A-Team. Seu outro single, "Right Now", também recebeu um videoclipe, que foi exibido na Raw de 8 de agosto do mesmo ano. Cena e Trademarc mais tarde participaram da canção "Champion Scratch" do grupo The Perceptionists.
Em outubro de 2014, Cena foi destaque em duas músicas com o rapper Wiz Khalifa para dois singles: "All Day" e "Breaks" para a trilha sonora do jogo eletrônico WWE 2K15.

#### Discografia
Álbuns
| Título           | Detalhes                                                                      | E.U.A. | E.U.A. R&B | E.U.A. Rap | RU  | Vendas              | Certificações  |
| ---------------- | ----------------------------------------------------------------------------- | ------ | ---------- | ---------- | --- | ------------------- | -------------- |
| You Can't See Me | - Lançado: 10 de maio de 2005 - Gravadora: Columbia Records/WWE - Formato: CD | 15     | 10         | 3          | 103 | * E.U.A.: 1.346.000 | * E.U.A.: Ouro |

Singles
| Ano  | Título                             | Pico   | Certificações | Álbum                          |
| Ano  | Título                             | E.U.A. | Certificações | Álbum                          |
| ---- | ---------------------------------- | ------ | ------------- | ------------------------------ |
| 2003 | "Untouchables" (com Tha Trademarc) | -      |               | ThemeAddict: The Music, Vol. 6 |
| 2005 | "The Time Is Now"                  | -      |               | You Can't See Me               |
| 2005 | "Bad Bad Man" (com Bumpy Knuckles) | -      |               | You Can't See Me               |
| 2005 | "Right Now"                        | -      |               | You Can't See Me               |

Singles destacados
| Ano  | Título                                                                  | Posição nas tabelas musicais | Álbum                    |
| Ano  | Título                                                                  | E.U.A.                       | Álbum                    |
| ---- | ----------------------------------------------------------------------- | ---------------------------- | ------------------------ |
| 2005 | "H-U-S-T-L-E remix" (Murs com John Cena, E-40 e Chingo Bling)           | —                            | Single sem álbum.        |
| 2008 | "Champion Scratch" (The Perceptionists com John Cena and Tha Trademarc) | —                            | Single sem álbum.        |
| 2014 | "All Day" (Wiz Khalifa com John Cena)                                   | —                            | WWE 2K15 (Trilha sonora) |
| 2014 | "Breaks" (Wiz Khalifa com John Cena)                                    | —                            | WWE 2K15 (Trilha sonora) |

## Filmografia

### Cinema
| Ano  | Título original                             | Personagem                    | Notas            | Ref.    |
| ---- | ------------------------------------------- | ----------------------------- | ---------------- | ------- |
| 2006 | The Marine                                  | John Triton                   | Protagonista     | [ 300 ] |
| 2009 | 12 Rounds                                   | Danny Fisher                  | Protagonista     | [ 302 ] |
| 2010 | Legendary                                   | Mike Chetley                  |                  | [ 305 ] |
| 2010 | Fred: The Movie                             | Pai imaginário de Fred        | Filme televisivo | [ 369 ] |
| 2011 | The Reunion                                 | Sam Cleary                    |                  | [ 370 ] |
| 2011 | Fred 2: Night of the Living Fred            | Pai imaginário de Fred        | Filme televisivo | [ 371 ] |
| 2012 | Fred 3: Camp Fred                           | Pai imaginário de Fred        | Filme televisivo | [ 372 ] |
| 2014 | Scooby-Doo! WrestleMania Mystery            | Ele mesmo                     | Voz              | [ 373 ] |
| 2015 | The Flintstones & WWE: Stone Age SmackDown! | John Cenastone                | Voz              |         |
| 2015 | Trainwreck                                  | Steven                        |                  | [ 374 ] |
| 2015 | Sisters                                     | Pazuzu                        |                  | [ 375 ] |
| 2017 | Ferdinand                                   | Ferdinando                    | Voz              |         |
| 2017 | The Wall                                    | Sargento Shane Matthews       |                  |         |
| 2017 | Daddy's Home 2                              | Roger                         |                  |         |
| 2018 | Bumblebee                                   | Agente Jack Burns             |                  |         |
| 2018 | Blockers                                    | Mitchell Mannes               |                  |         |
| 2019 | Playing with Fire                           | Jake "Supe" Carson            |                  |         |
| 2020 | Dolittle                                    | Yoshi                         | Voz              |         |
| 2020 | Project X-Tractiondagger                    | Chris Van Horne               |                  |         |
| 2021 | Fast & Furious 9                            | Jakob Toretto                 |                  |         |
| 2021 | O Esquadrão Suicida                         | Christopher Smith/Pacificador |                  |         |
| 2023 | Fast X                                      | Jakob Toretto                 |                  |         |
| 2023 | As Tartarugas Ninja: Caos Mutante           | Rocksteady                    | Voz              |         |
| 2023 | Coyote vs. Acme                             |                               |                  | [ 376 ] |
| 2023 | Barbie                                      | Ken Tritão                    |                  |         |
| 2025 | Superman                                    | Christopher Smith/Pacificador |                  | [ 377 ] |
| TBA  | Argylle                                     | Não Revelado                  |                  | [ 378 ] |

### Televisão
| Ano       | Título original                          | Personagem                    | Notas                                                            | Ref.    |
| --------- | ---------------------------------------- | ----------------------------- | ---------------------------------------------------------------- | ------- |
| 2009      | Saturday Night Live                      | Ele mesmo                     | Tracy Morgan/Kelly Clarkson (34ª temporada, episódio 18)         | [ 379 ] |
| 2010      | Psych                                    | Ewan O'Hara                   | Participação especial; episódio: "You Can't Handle This Episode" | [ 380 ] |
| 2010      | True Jackson                             | Ele mesmo                     | Participação especial; episódio: "Pajama Party"                  | [ 381 ] |
| 2010      | Hannah Montana                           | Ele mesmo                     | Participação especial; episódio: "Love That Let's Go"            | [ 382 ] |
| 2010      | Generator Rex                            | Hunter Cain (voz)             | Episódio: "The Hunter" (1ª temporada, episódio 13)               | [ 383 ] |
| 2018      | Rise of the Teenage Mutant Ninja Turtles | Baron Draxum (voz)            | Papel recorrente                                                 | [ 384 ] |
| 2022-2025 | Pacificador                              | Christopher Smith/Pacificador | Protagonista, também produtor executivo                          | [ 385 ] |

## Vida pessoal
Cena escreve com a mão esquerda. Ele é um fã da animação japonesa e mencionou que seu filme preferido é Hokuto no Ken. Ele também afirmou que é fã da série de videogame Command & Conquer e observou que este era o seu jogo favorito. Cena também é fã dos times Boston Red Sox, Tampa Bay Rays (ambos de beisebol), New England Patriots (futebol americano) e Boston Celtics (basquetebol). Ele coleciona muscle cars, tendo cerca de 20, inclusive edições com apenas um lançamento.
Enquanto promovia seu filme de 2009, 12 Rounds, Cena anunciou seu noivado com sua namorada Elizabeth Huberdeau. Eles se casaram em 11 de julho do mesmo ano. Em 1 de maio de 2012, Cena pediu o divórcio, que foi finalizado em 18 de julho. Em novembro de 2012, o TMZ informou que ele estava namorando Nikki Bella, que também trabalha na WWE.

## Na luta profissional
- Movimentos de finalização

Cena aplicando um Attitude Adjustment em Kane

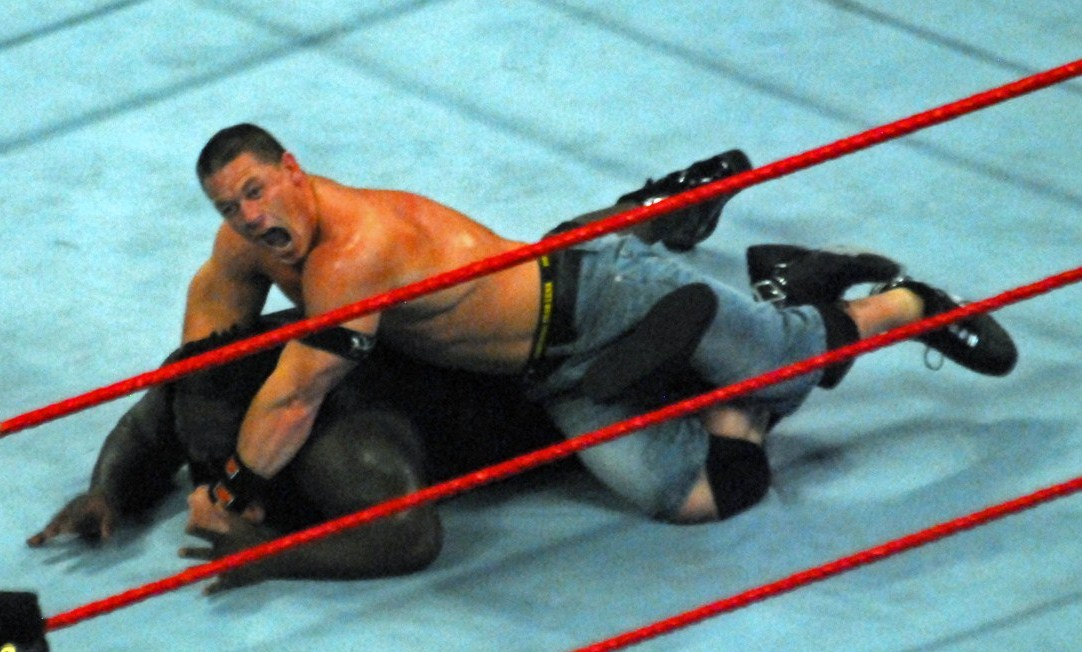
Cena trancando Mark Henry em um STF.

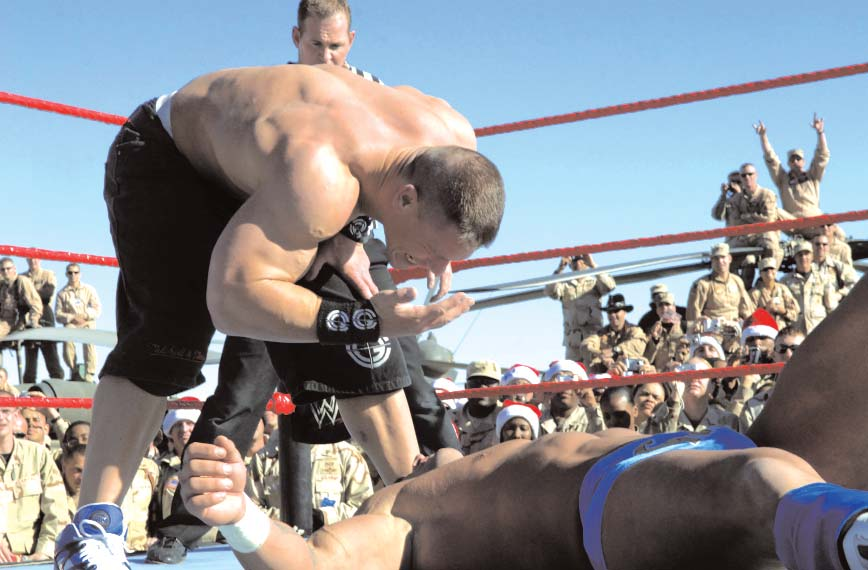
Cena's fazendo sua provação, "You Can't See Me", para Chris Masters.

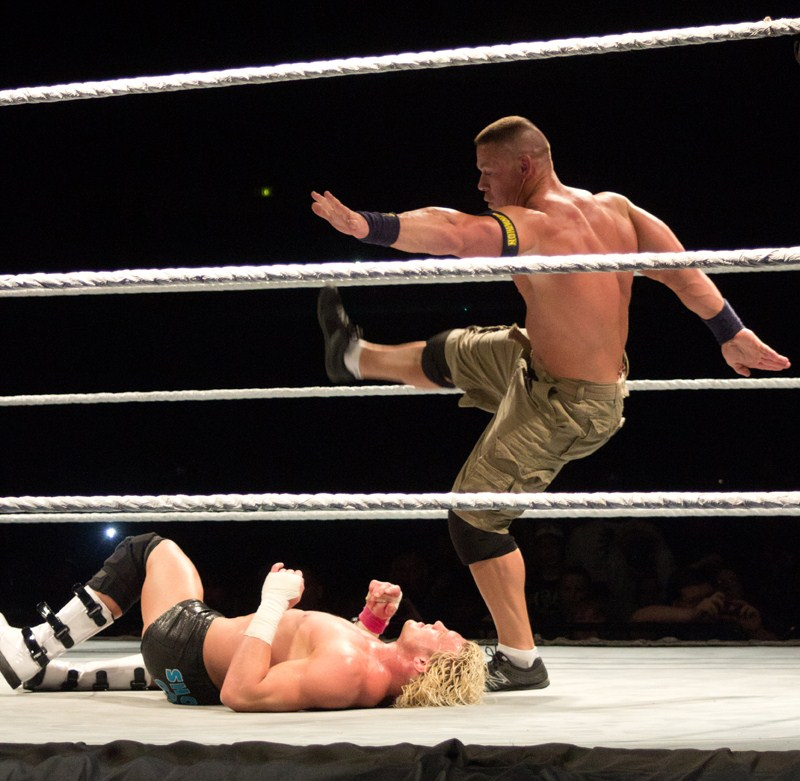
Cena aplicando o Five Knuckle Shuffle em Dolph Ziggler.

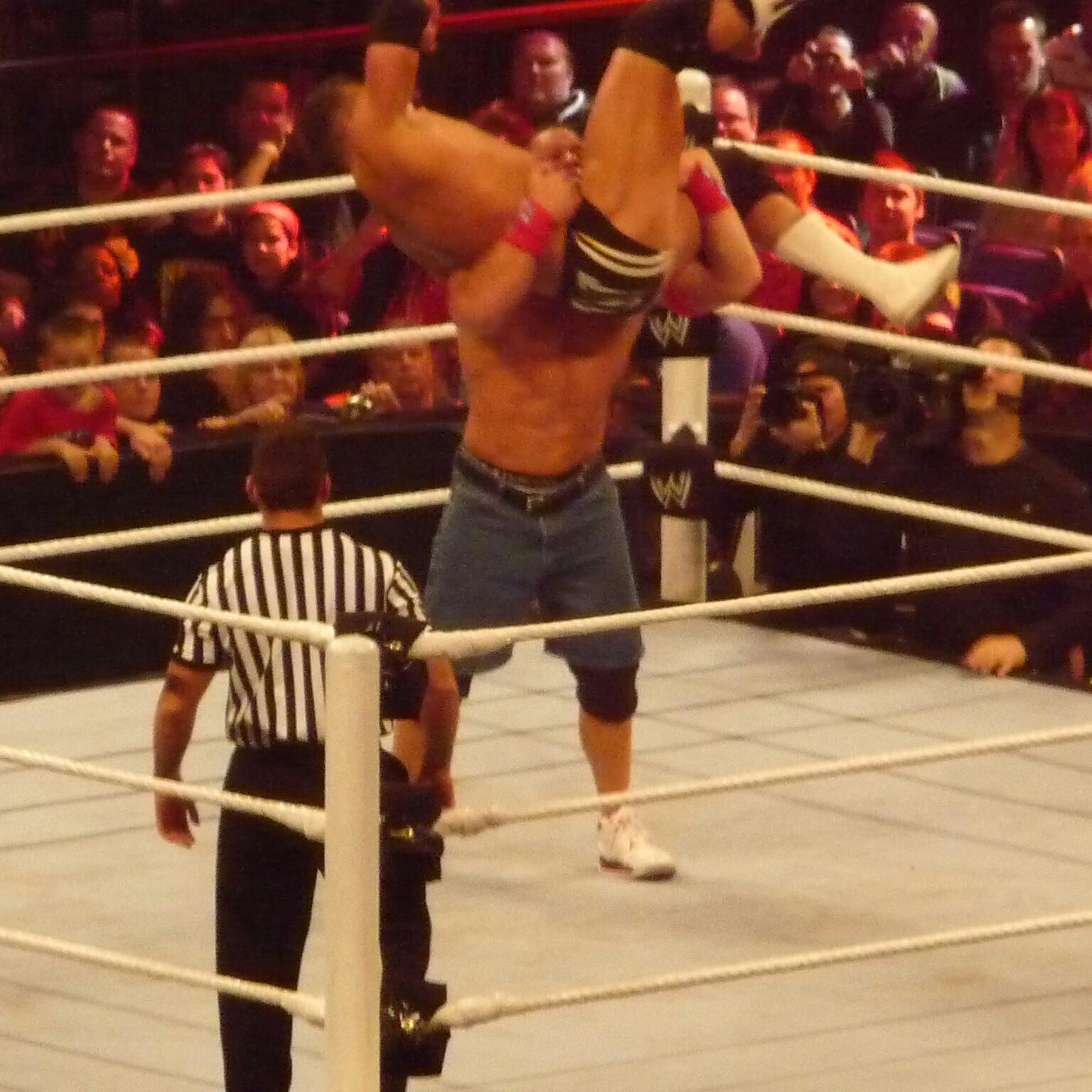
Cena aplicando um Spin-out powerbomb em Alex Riley.

  - AA – Attitude Adjustment / FU[397][398] (Standing fireman's carry takeover,[399] as vezes de uma posição elevada 2003–presente
  - Killswitch / Protobomb / Protoplex (Spin-out powerbomb) (OVW/UPW); usado como movimento secundário na WWE[400]
  - STF / STFU[398] (Stepover toehold facelock ou um sleeper hold lock)[401] – 2005–presente
- Movimentos secundários
  - DDT[402]
  - Diving crossbody[403]
  - Diving leg drop bulldog[402]
  - Dropkick, às vezes da corda superior[402][404]
  - Elbow drop[405]
  - Emerald Flowsion[402]
  - Five Knuckle Shuffle[406] (Corrida até o adversário caído e soco, fazendo o sinal de "você não pode me ver", as vezes pegando impulso nas cordas)
  - Half nelson caindo em um neckbreaker[402][403][407] – 2013
  - Hurricanrana[402]
  - Lariat[402]
  - Monkey flip[408]
  - Múltiplas variações de suplex
    - Belly-to-back[402]
    - Fisherman[404]
    - Gutwrench[402][409]
    - Side belly-to-belly[410]
    - Vertical, as vezes com delay[411]

  - Running leaping shoulder block[404]
  - Running one–handed bulldog[412]
  - Sitout hip toss[404]
  - Sitout powerbomb[402][413]
  - Spinebuster[404] – 2002–2005; raramente usado posteriormente
  - Throwback[404] (Running neck snap em um adversário curvado) – 2002–2011
  - Springboard stunner[414] – 2015–presente
- Alcunhas
  - "The Cenation Leader"[415]
  - "The Champ"[416] (como campeão)
  - "The Chain Gang Soldier"[334]
  - "The Doctor of Thuganomics"[417]
  - "Mr. Money in the Bank"
  - "The Face of the WWE"
- Gerentes
  - The Bella Twins[404]
  - Kenny Bolin
  - B²
  - Redd Dogg
  - Mr. McMahon
  - Shawn Michaels
  - Maria Kanellis
- Temas de entrada
  - "Slam Smack" por R. Hardy (FirstCom Production Music) (27 de junho de 2002 – 7 de novembro de 2002)[418]
  - "Insert Bass Here" por DJ Case (FirstCom Production Music) (14 de novembro de 2002 – 13 de fevereiro de 2003)[419]
  - "Basic Thuganomics" por John Cena (27 de março de 2003 – 10 de março de 2005; 5 de abril de 2009 para sua entrada na WrestleMania XXV; 12 de março de 2012 para seu rap contra The Rock; 7 de abril de 2019 para sua entrada na WrestleMania 35)[420]
  - "We Are One" por 12 Stones (3 de outubro de 2010 – 21 de novembro de 2010; usado enquanto parte da Nexus)
  - "The Time Is Now" por John Cena e Tha Trademarc (17 de março de 2005–presente)

## Títulos e prêmios
- Ohio Valley Wrestling

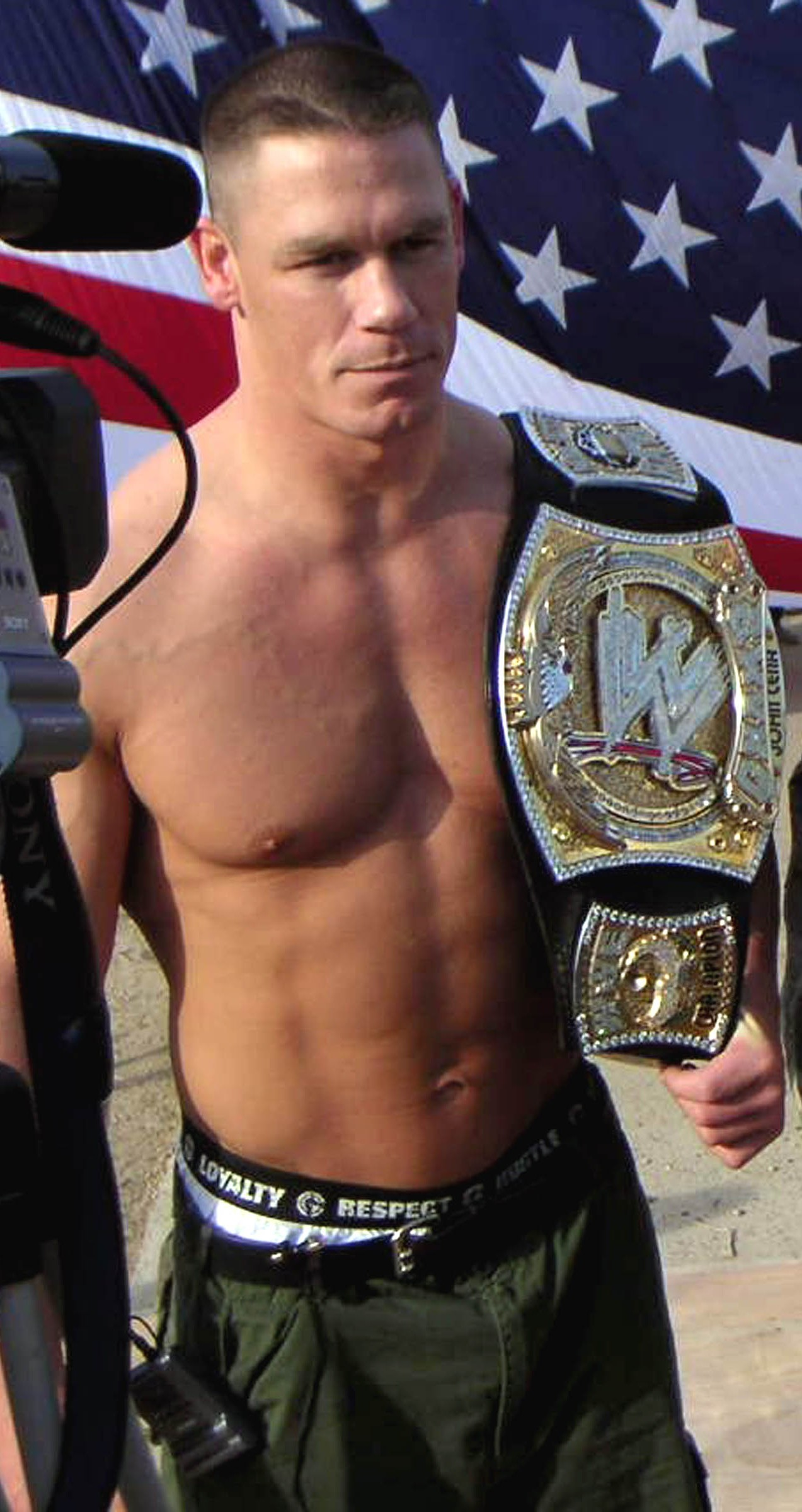
Cena detém o recorde de maior número de reinados como campeão da WWE, com quatorze.

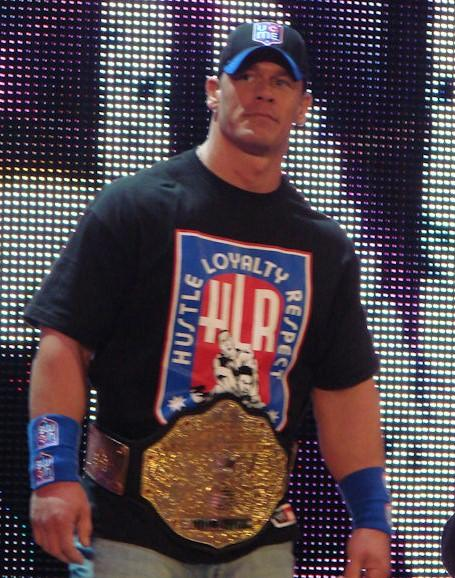
Cena é também três vezes campeão mundial dos pesos-pesados da WWE.

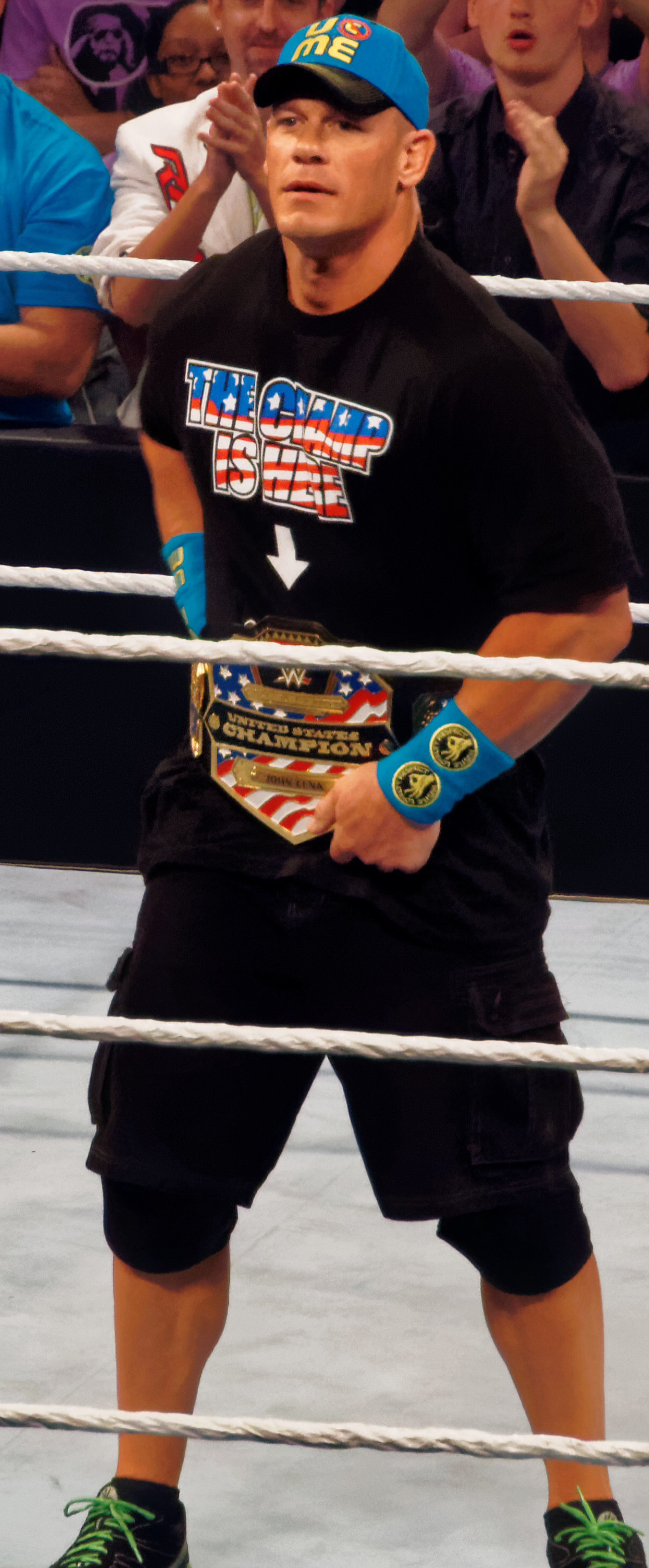
Cena durante seu quarto reinado como campeão dos Estados Unidos da WWE.

  - Campeonato de Pesos-Pesados da OVW (1 vez)[27]
  - Campeão Meridional de Tag Team da OVW (1 vez)[28] – com Rico Constantino
- Pro Wrestling Illustrated
  - PWI Rivalidade do Ano (2006) vs. Edge[421]
  - PWI Rivalidade do Ano (2011) vs. CM Punk[422]
  - PWI Luta do Ano (2007) vs. Shawn Michaels no Raw de 23 de abril[423]
  - PWI Luta do Ano (2011) vs. CM Punk no Money in the Bank em 17 de julho[423]
  - PWI Luta do Ano (2013) vs. Daniel Bryan no SummerSlam em 18 de agosto[424]
  - PWI Luta do Ano (2014) vs. Bray Wyatt em uma luta Last Man Standing no Payback em 1 de junho[425]
  - PWI Lutador com Maior Melhora do Ano (2003)[426]
  - PWI Lutador Mais Popular do Ano (2004, 2005, 2007, 2012)[427]
  - PWI Lutador do Ano (2006, 2007)[428]
  - PWI o colocou na 1ª posição entre os 500 melhores lutadores na PWI 500 de 2006, 2007 e 2013[429][430][431][432]
- Ultimate Pro Wrestling
  - Campeonato de Pesos-Pesados da UPW (1 vez)[25]
- World Wrestling Entertainment/WWE
  - Campeonato da WWE (14 vezes)[433]
  - Campeonato Mundial dos Pesos-Pesados (3 vezes)[434]
  - Campeonato dos Estados Unidos da WWE (5 vezes)[259][435]
  - Campeonato Mundial de Duplas da WWE (2 vezes)[11] – com Shawn Michaels (1) e Batista (1)
  - Campeonato de Duplas da WWE (2 vezes) – com David Otunga e The Miz[144]
  - Money in the Bank (2012 – contrato pelo Campeonato da WWE)
  - Vencedor do Royal Rumble (2008, 2013)
  - Slammy Awards (10 vezes)
    - Superstar do Ano (2009, 2010 e 20121)
    - Movimento Holy %&^*&* do Ano (2010) – John Cena jogando Batista pelo palco com um Attitude Adjustment no Over the Limit
    - Mudança do Ano (2011) – com The Rock
    - Insulto do Ano (2012) – Para Dolph Ziggler e Vickie Guerrero: "Você são opostos exatos. Uma adora comer nozes, o outro ainda está tentando achar as suas."
    - Beijo do Ano (2012) – com AJ Lee
    - Luta do Ano (2013, 2014) – vs. The Rock pelo Campeonato da WWE na WrestleMania 29; Time Cena vs. Time Authority no Survivor Series
    - Prêmio O Herói em Todos Nós (2015)
- Wrestling Observer Newsletter
  - Luta cinco estrelas (2011) vs. CM Punk no Money in the Bank em 17 de julho
  - Lutador do ano (2007, 2010)[436]
  - Melhor bilheteria (2007)[436]
  - Melhor personagem (2003)[436]
  - Melhor em entrevistas (2007)[436]
  - Rivalidade do ano (2011)[437] vs. CM Punk
  - Luta do ano (2011)[437] vs. CM Punk no Money in the Bank em 17 de julho
  - Mais carismático (2006–2010)[436]
  - Mais carismático da década (2000–2009)[438]
  - Pior rivalidade do ano (2012) vs. Kane[439]
  - Pior luta do ano (2012) vs. John Laurinaitis no Over the Limit em 20 de maio[439]
  - Pior luta do ano (2014) vs. Bray Wyatt no Extreme Rules em 4 de maio[440]
  - Hall da Fama do Wrestling Observer Newsletter (classe de 2012)[441]

1 ↑  Cena não aceitou o prêmio de 2012, optando por atribuí-lo ao apresentador Ric Flair em seu lugar.

### Outros prêmios e honras
- Hall da Fama do Springfield College Athletic (Classe de 2015)[442]
- Prêmio Chris Greicius de celebridade do Make-A-Wish Foundation
- Prêmio especial de reconhecimento do Make-A-Wish Foundation (por ser o primeiro a conceder 300 "desejos")[443]
- Animador do ano do Sports Social em 2014[444]
- Grande Marechal do Susan G. Komen Race for the Cure de 2014[445]